# Veszprém
Veszprém (németül: Wesprim vagy Weißbrünn, latinul: Vesprimi, szlovákul: Vesprém, szlovénül: Belomost) megyei jogú város a Közép-Dunántúlon, Veszprém vármegye és a Veszprémi járás székhelye, a régió harmadik legnépesebb települése. Egyetemi város, a királynék városa. 2023-ban az Európa kulturális fővárosa címet is viselte. Magyarország egyik legrégebben alapított városa, szinte egyidős az állammal. Légvonalban a Balatontól 11 km-re, a közép-dunántúli régióközponttól, Székesfehérvártól 40 km-re, Budapesttől pedig 97 km-re fekszik, a Bakony déli részén.
Anonymus (III. Béla király jegyzője) írásai szerint, itt akkorra már állt egy vár, mely valószínűleg egy 9. századi frank erőd lehetett, amikor a magyarok először elfoglalták a területet. A veszprémi, esztergomi és székesfehérvári várak voltak a legkorábbi magyar kővárak, melyeket már Géza fejedelem uralkodása idején építettek, amikor a földvárak még sokkal gyakoribbak voltak.
Veszprém városának fontos vallási szerepe volt abban a harcban, hogy a kereszténységet hivatalos vallássá tegye a Magyar Királyság területén. I. István győzte le legfőbb ellenfele, Koppány pogány seregeit a város közelében. A város 1009-ben Magyarország első püspöki székhelyévé, 1993-ban pedig egyik érseki székhelyévé vált. Ezen kívül a város lett az azonos nevű Veszprém vármegye székhelye, mely a Magyar Királyság egyik legrégebben alapított vármegyéje volt.
I. István király Veszprém városát és birtokait feleségének, Gizella királynénak ajándékozta, innentől kezdve pedig a város a mindenkori magyar királyné birtoka lett. A Magyar Királyság királynéit évszázadokon keresztül a veszprémi püspök koronázta meg. Innen ered a város beceneve, a "királynék városa" elnevezés. Az 1294-es évben Fenenna királyné erősítette meg azt a kiváltságot, miszerint a királynénak joga van begyűjteni a Veszprém vármegyei templomok adományait.
Veszprém rendelkezett a Magyar Királyság első egyetemével. A hallgatók több évszázadon keresztül tanultak itt jogot és művészetet. Végül az egyetemet tűzvész pusztította el 1276-ban, mikor Csák Péter betört a városba és szüntette meg a Veszprémi Egyházmegyét. A város a 20. században vált ismét egyetemi várossá.
A város az 1526-os mohácsi csata után 1684-ig folyamatosan gazdát cserélt az osztrákok és az oszmánok között. A török 1552-ben kifosztotta, bár nem tudta fenntartani a megszállást: a Balatontól északra fekvő vidék a Magyar Királyság része maradt. A város később a Habsburg Birodalom, majd 1867 után az Osztrák-Magyar Monarchia része lett.
Röviddel a második világháború vége előtt Veszprémet a 3. Ukrán Front szovjet csapatai foglalták el 1945. március 23-án a bécsi offenzíva során. A nagy fölénnyel nyugat felé haladó szovjet egységek súlyos csatákat vívtak a Wiking és a Hohenstaufen SS hadosztályaival szemben. A várnegyed szerencsésen elkerülte a háború károsításait. A várost ért bombatámadások következtében keletkezett lakóépületkárok enyhítése érdekében a vár épületeinek jelentős részét lakóépületekként használták.

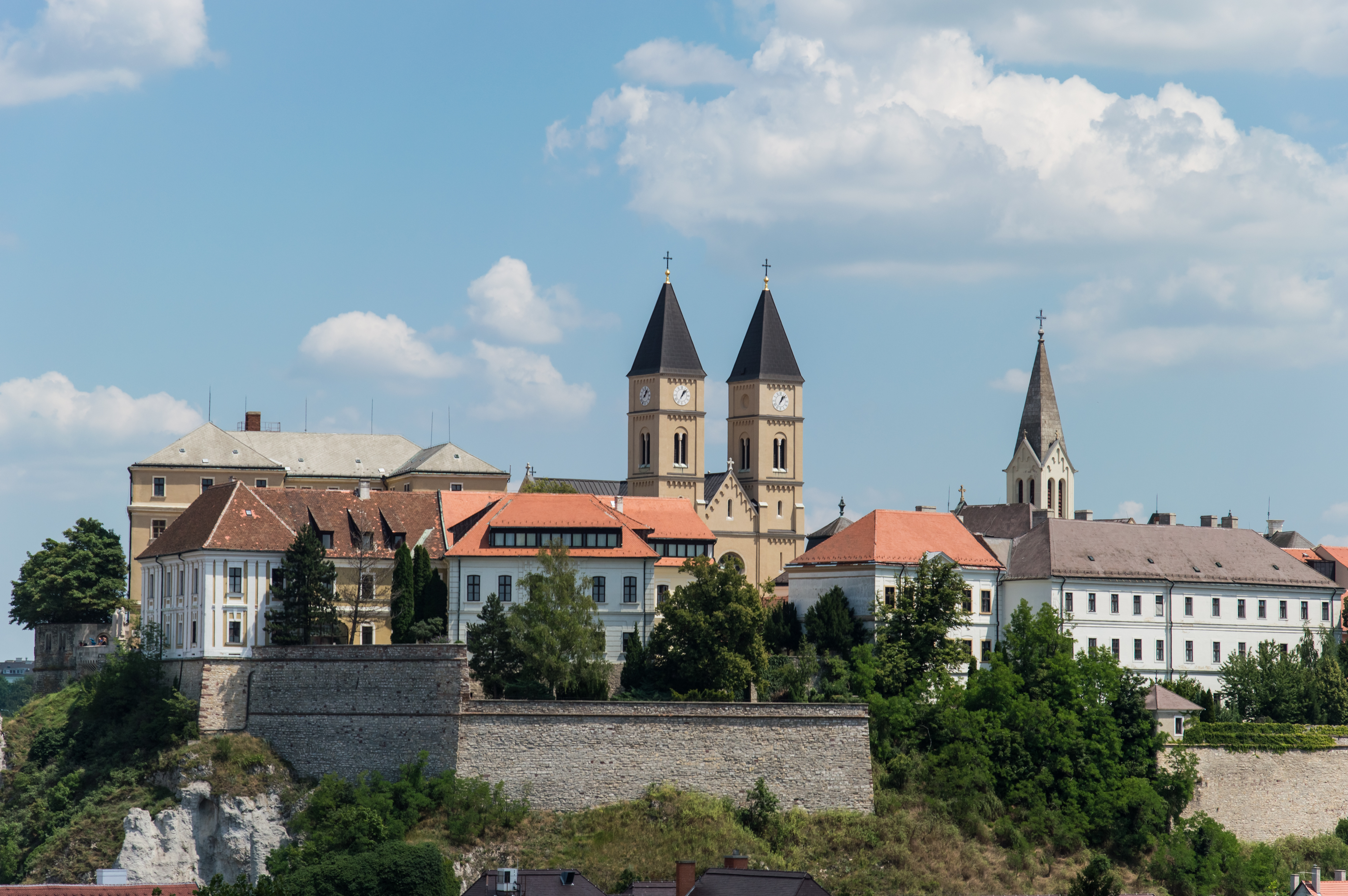
A középkori vár

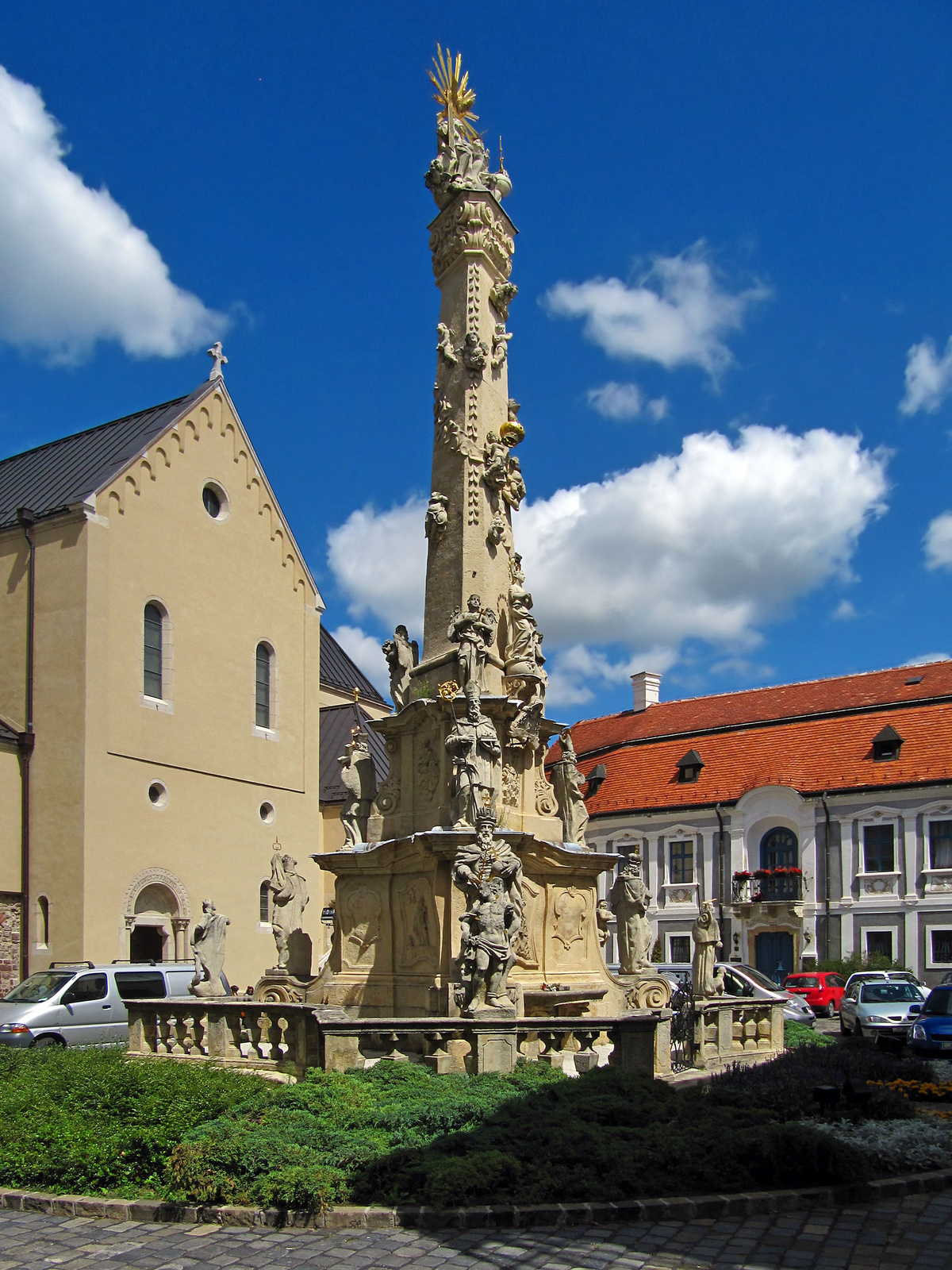
A Szentháromság-szobor

Nagy odaadással és a részletekre való odafigyeléssel a várost 1945 és 1953 között szinte az eredetihez híven teljes pompájában újjáépült. 2023-ban Temesvár és Elefszína mellett Veszprém Európa kulturális fővárosa volt.

## Nevének eredete
Veszprém neve személynévből alakult ki magyar névadással. Az alapjául szolgáló személynév nyugati szláv eredetű, régi cseh alakja a Bezprem (makacs, önfejű, békétlen jelentésű) személynév. A város nevét valószínűleg I. Boleszláv lengyel király és felesége, Árpád-házi Judit gyermekéről, Veszprém lengyel fejedelemről kapta.

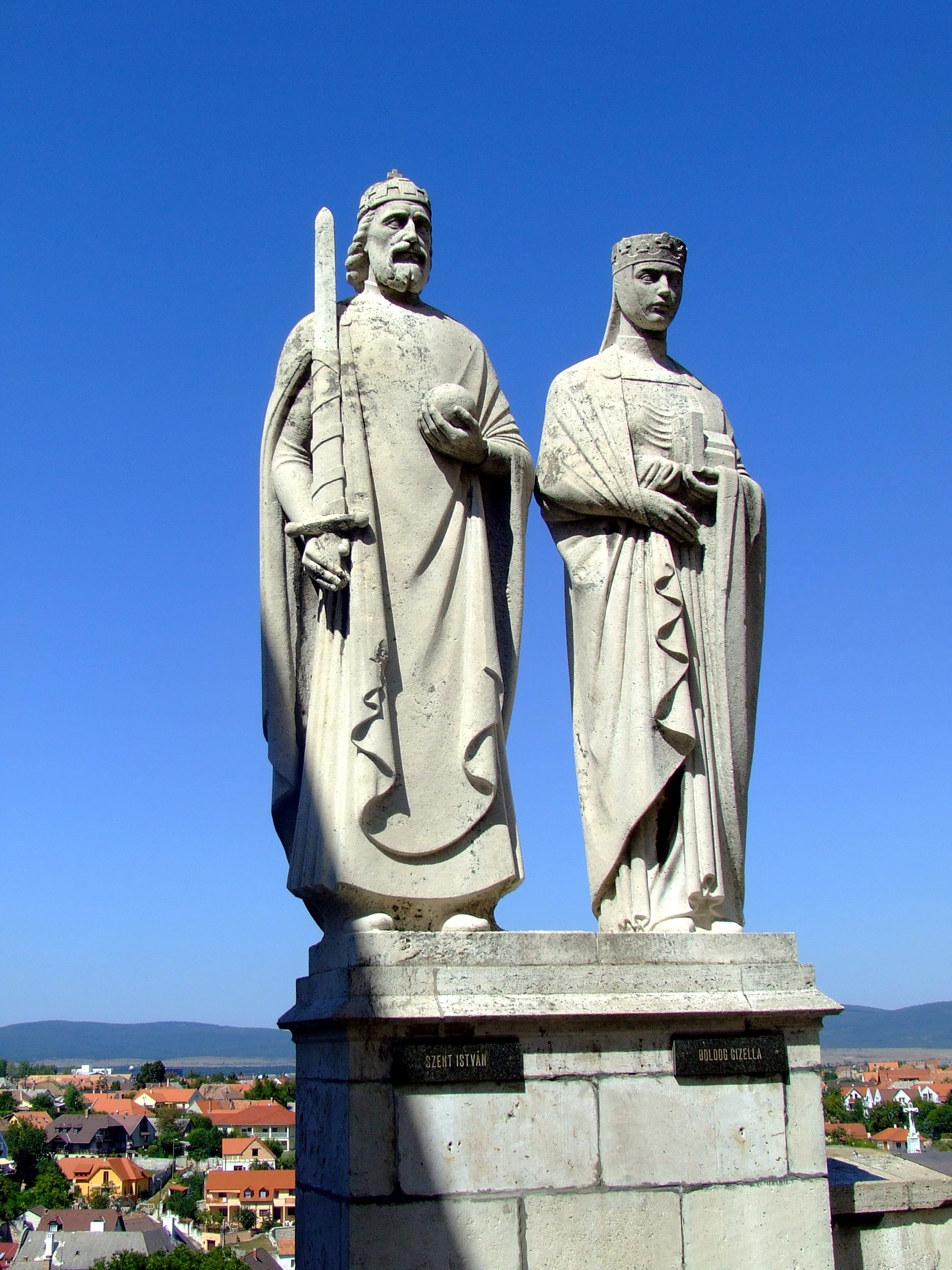
István király és bajor Gizella királyné veszprémi szobra. Ispánki József szobrászművész alkotása, 1938

## Fekvése

### Idézet a város fekvéséről
| István, Gizella ősi vártán, mögöttük völgyhíd: kőszivárvány. Bakony szeléből – álmodni se mernéd – arany harangszó hímez, misekelmét. Itt a domb a völgybe, völgy a dombra, kis utcák szöknek kővadonba. Tágas terek sikátorok felett, földszintbe fúl hegymászó emelet. Fűzsuttogás a locska Séden. – Kemény Géza: Veszprémi anziksz |

A királynék városa a Séd patakot övező dombokon és völgyekben terül el, három kistáj találkozásánál: északról, északnyugatról a Bakony hegyvonulata, délről a Balaton-felvidék, keletről pedig a sík Mezőföld északnyugati nyúlványa által határolt, átlagosan 270 méter tengerszint feletti magasságú Veszprém-Nagyvázsonyi-medence fennsík jellegű vidékén. Ez a központi helyzet jelentős szerepet játszott a város kialakulásában és a történelem során betöltött társadalmi-gazdasági szerepében, jelentőségében.
Veszprém a legmagasabban fekvő megyeszékhely: felszíne átlagosan 260-270 méterrel található a tengerszint fölött. A városba érkező első benyomása egy hegyek félkaréjával ölelt (fenn)sík-vidéki város képe, amely aztán a központ felé közeledve markánsan megváltozik. A Séd-patak meanderszerű kanyargásával a fennsíkot feldarabolja, s a városon belül nem ritkán 30–40 méteres szintkülönbségeket alakított ki. Az ilyen módon eldarabolódó területek városrészeket alkotnak, melyeket a Séd és mellékvízfolyásainak mélyvonulatai választanak el. A szintkülönbségek különösen szembetűnőek a Séd-völgy déli és keleti oldalán, ahol az északnyugati szelek munkájának is köszönhetően meredek dolomitsziklák törnek a magasba.
A közvetlenül határos települések: észak felől Eplény, északkelet felől Hajmáskér és Sóly, kelet felől Királyszentistván és Litér, délkelet felől Szentkirályszabadja, dél felől Felsőörs, délnyugat felől Nemesvámos, nyugat felől Bánd és Márkó, északnyugat felől pedig Hárskút és Lókút.
Többnyire az erdőirtás és az egykori intenzív legeltetés következményeként vastagabb erdőtalaj nélkül maradt lankás dolomittérszín veszi körbe, amely alkalmatlan a mezőgazdasági hasznosításra. A várostól északra, az Északi-Bakony déli lejtőjén Márkó és Bakonykúti között kilométereken át elterülő, fűfélékkel és elszórtan kisebb cserjékkel borított dolomitsziklás mezőt régen legelőként használták, 1968-tól a Magyar Néphadsereg, majd 1990 óta Magyar Honvédség Böszörményi Géza Csapatgyakorlótér Parancsnokság Nullponti lő- és gyakorlótere.

### Megközelítése
Veszprém Budapest felől közúton az M7-es autópályán, majd Székesfehérvárnál a 8-as főútra letérve érhető el a leggyorsabban. Győr felől a 82-es, Graz-Körmend felől a 8-as, Balatonfüred felől a 73-as úton, Tapolca felől a 77-es főúton közelíthető meg. Alsóbbrendű utak közül érinti Veszprém területét a Balatonalmádira vezető 7217-es út és az Alsóörsre vezető 7219-es út.
Vonattal a MÁV 20-as számú Székesfehérvár–Szombathely-vasútvonalán vagy a 11-es számú Győr–Veszprém-vasútvonalon érhető el. A korábban népszerű – főként balatoni turisták által kedvelt – Alsóörs–Veszprém-vasútvonalat 1969-ben megszüntették, majd felszámolták, így annak már – kevés megmaradt műtárgyat leszámítva – a nyomait is egyre nehezebb felfedezni.

## Története
A mai Újtelep városrész nyugati részén már az i. e. 5. évezredben nagy kiterjedésű neolitikus település állt. Bár a rómaiak valószínűleg nem telepedtek le a város területén, annak határában, Gyulafirátótnál villát, Balácán pedig Caesariana néven villagazdaságot hoztak létre.

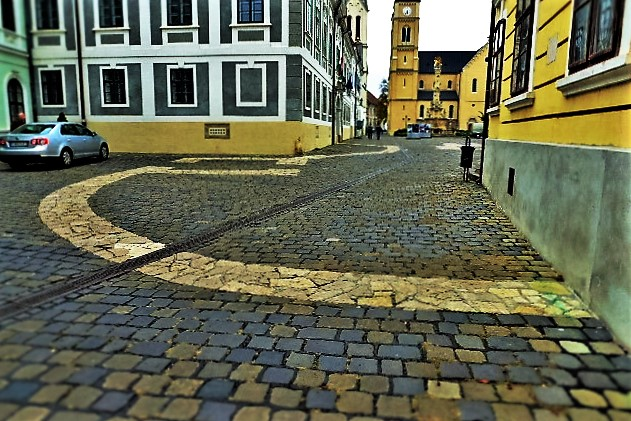
Várfalvonalak a járdaburkolaton

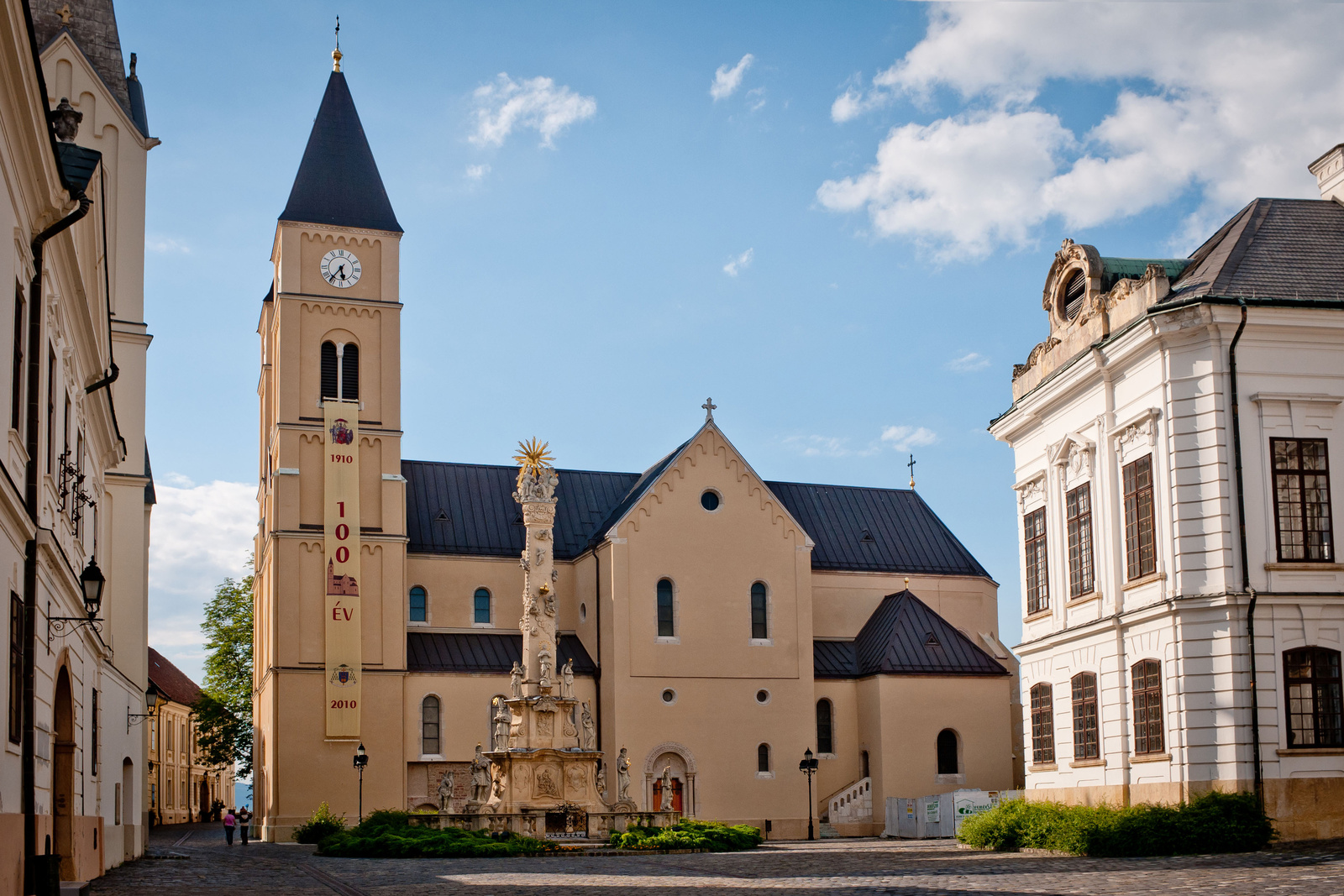
A Szent Mihály-székesegyház

Veszprém vára az esztergomi és székesfehérvári várakkal együtt egyike volt legkorábbi várainknak, Géza korában már biztosan létezett, de egyes feltevések szerint már a honfoglalás előtt is állt. Bár a hagyomány szerint Veszprém 7 dombra (Várhegy, Benedek-hegy, Jeruzsálem-hegy, Cser-hát, Temető-hegy, Galya domb és a Kálvária-domb) épült, valószínűbb, hogy a völgyekben való megtelepedés időben megelőzte a dombok beépülését. A vár és a középkor elején még önálló vár körüli falvak („szegek”) az évszázadok során egyetlen településsé olvadtak össze.
A város neve a szláv bezprem szóból ered, ami köznévként nyelvészek szerint „egyenetlent”, „dimbes-dombost” jelentett, utalva Veszprém természeti adottságaira. Az is lehet azonban, hogy a város neve személynévi eredetű. Ebben az esetben szinte bizonyosan I. István unokaöccséről (Géza lányának gyermekéről), Bezprym lengyel fejedelemről kapta a nevét. Bezprym – miután apja, Boleszláv lengyel király, anyjával együtt elüldözte – Magyarországon telepedett le, ahol több megyére kiterjedő hercegi uradalommal rendelkezhetett, és ennek része lehetett a korabeli veszprémi várispánság is. A kor szokása szerint így a város első ispánjáról, azaz róla kaphatta nevét.
Veszprémnek fontos szerepe volt a kereszténység bevezetéséért vívott harcban is, I. István itt győzte le Koppány seregeit. A város az első püspöki székhely az országban (1001-től vagy 1002-től), 1993-tól érseki székhely. Veszprém vármegye volt az egyik legkorábban megszerveződött vármegye. A város I. István feleségének, Gizellának a kedvenc tartózkodási helye volt; később évszázadokon át a veszprémi püspökök koronázták meg a magyar királynékat, és viselték a királyné kancellárjának címét.
A tatárjáráskor a vár ellenállt a támadásoknak, és bár 1276-ban és 1380-ban is megrongálódott, mindig kijavították és fejlesztették. Veszprém virágkorát a reneszánsz műveltségű Vetési Albert püspöksége (1458–1486) jelentette.
A 16. században a városra sötét évtizedek köszöntöttek. A törökkel szemben nem volt képes nagymértékű ellenállásra, így történhetett, hogy 1552 és 1683 között összesen tízszer cserélt gazdát. A vár körüli településrészek elnéptelenedtek, a lakosságot megosztották a reformáció és az ellenreformáció ellentétei. A Rákóczi-szabadságharcban a kurucok mellé álló Veszprémet a Sigbert Heister vezette császári csapatok 1704-ben kegyetlenül feldúlták.
A 18. századot és a 19. század elejét békés fejlődés jellemezte. A város, főleg gabonapiacának köszönhetően, a Közép-Dunántúl kereskedelmi központjává vált, lakossága 2500-ról 14 000 főre emelkedett. A város iparosodását a Sédre települt malmok és bőrfeldolgozó manufaktúrák jelentették. Ekkor épült a vár mai épületeinek többsége. A még gyorsabb fejlődés akadálya a városlakóknak a püspöktől való feudális és közigazgatási (megyei főbíró) függése volt, ami csak 1870-ben, Veszprém rendezett tanácsú várossá válásával szűnt meg teljesen.
Az első magyarországi vasútvonalak elkerülték a várost. Amikor 1872-ben végre megépülhetett a Székesfehérvár–Veszprém–Szombathely vonal, a püspök és a város vezetői megakadályozták, hogy az a városon haladjon át, így a vasútállomás Jutasnál, a városközponttól több kilométerre épült meg. Ez a döntés a város fejlődésére nézve súlyos következményekkel járt: Veszprém céhes ipara és gabonapiaca hanyatlásnak indult, korábbi kereskedelmi szerepe megszűnt. A gazdasági stagnálást a népességnövekedés megállása is tükrözte. A város gazdaságának pangásából való kilábalás érdekében a város és megye társadalma különféle képp kísérletezett. Határozott és anyagi részesedést is vállaló törekvése eredményeként a kiépülő 7. sz főközlekedési út városon való átvezetése ismét bekapcsolta a várost az országos vérkeringésbe.
A fellendülés az 1930-as évekig váratott magára; ekkor a városba számottevő hadiipar települt, ide telepítették a híres „Jutasi altisztképző”-t, katonai repülőteret. 1930-ban Veszprém megkapta a megyei városi címet. 1938-ig megépült a Szent István völgyhíd (helyi néven: viadukt). A második világháború idején a várost több bombatámadás is érte, elsősorban a közlekedési csomópont-jellege miatt. Még a Viadukt középső íve is súlyosan megrongálódott.
A háború után mélyreható változás következett be a város társadalmi szerepében, a társadalmi munkamegosztásban való részvállalásában is. A korábban meghatározóan ellátó-, hivatalnok-, és iskolaváros jellege nagymértékben módosult. Iparosodásával az ipari foglalkozásúak száma és aránya növekedett, ugyanakkor a régi iskolaváros és igazgatási szerepkörök felerősödtek. Egyetemváros lett, s a Bakony és Balaton-felvidék szervező-ellátó településévé vált. Az iparosítás, a kutatóintézetek és egyetem létesítésével párhuzamosan, az 1950-es években folytatódott, aminek következtében a város lakossága 40 év alatt három és félszeresére nőtt.
„Nyilvánvaló, mindezek a változások nagy fokú módosulást eredményeztek a város területében, belterületi terület-felhasználásában, a városterületen lebonyolódó településfunkciókban, azok elhelyezkedésében, szükségleteiben. Magától értetődő, hogy ilyen körülmények között fokozódó ellentmondások, feszültségek keletkeztek a településszerkezetben, zavaró jelenségek tűntek fel a városi funkciók ellátásában. Mindezeket csak tetézte az országosan végbement motorizáció, annak városi és településközi terhelése. A nemzetközileg fellendült üdülő-idegenforgalom a Balaton közelsége miatt felfokozottan, részben tranzit-, részben célforgalmával időnként már szinte elviselhetetlen jelenségeket indukál a városban: a közlekedésben, az intézményellátásban, kereskedelemben, vendéglátásban, a helyi lakosság városi szintű szolgáltatási igényeinek kielégítésében. A felsoroltakat általánosítva és összegezve, Veszprém város a nyolcvanas években fejlődésének arra a színvonalára érkezett, amikor a városfejlődés mennyiségi elemei (népesség, munkahelyek, terület-felhasználás, infrastruktúra) a régi városszerkezet keretei közt már nem létezhettek.
Ilyen körülmények közt ellentmondások sora keletkezik. Ennek feloldása – új városnagyságnak megfelelő lépcsőfokra hágást – új településszerkezetet, valamint fejlesztésének rendszerbe foglalását, megszervezését, megtervezését igényelte”. A felsoroltakat általánosítva és összegezve, Veszprém város a nyolcvanas években fejlődésének arra a színvonalára érkezett, amikor a városfejlődés mennyiségi elemei (népesség, munkahelyek, terület-felhasználás, infrastruktúra) a régi városszerkezet keretei közt már nem létezhetnek. Ilyen körülmények közt ellentmondások sora keletkezik. Ennek feloldása – új városnagyságnak megfelelő lépcsőfokra hágást – új településszerkezetet, valamint fejlesztésének rendszerbe foglalását, megszervezését, megtervezését igényli.".

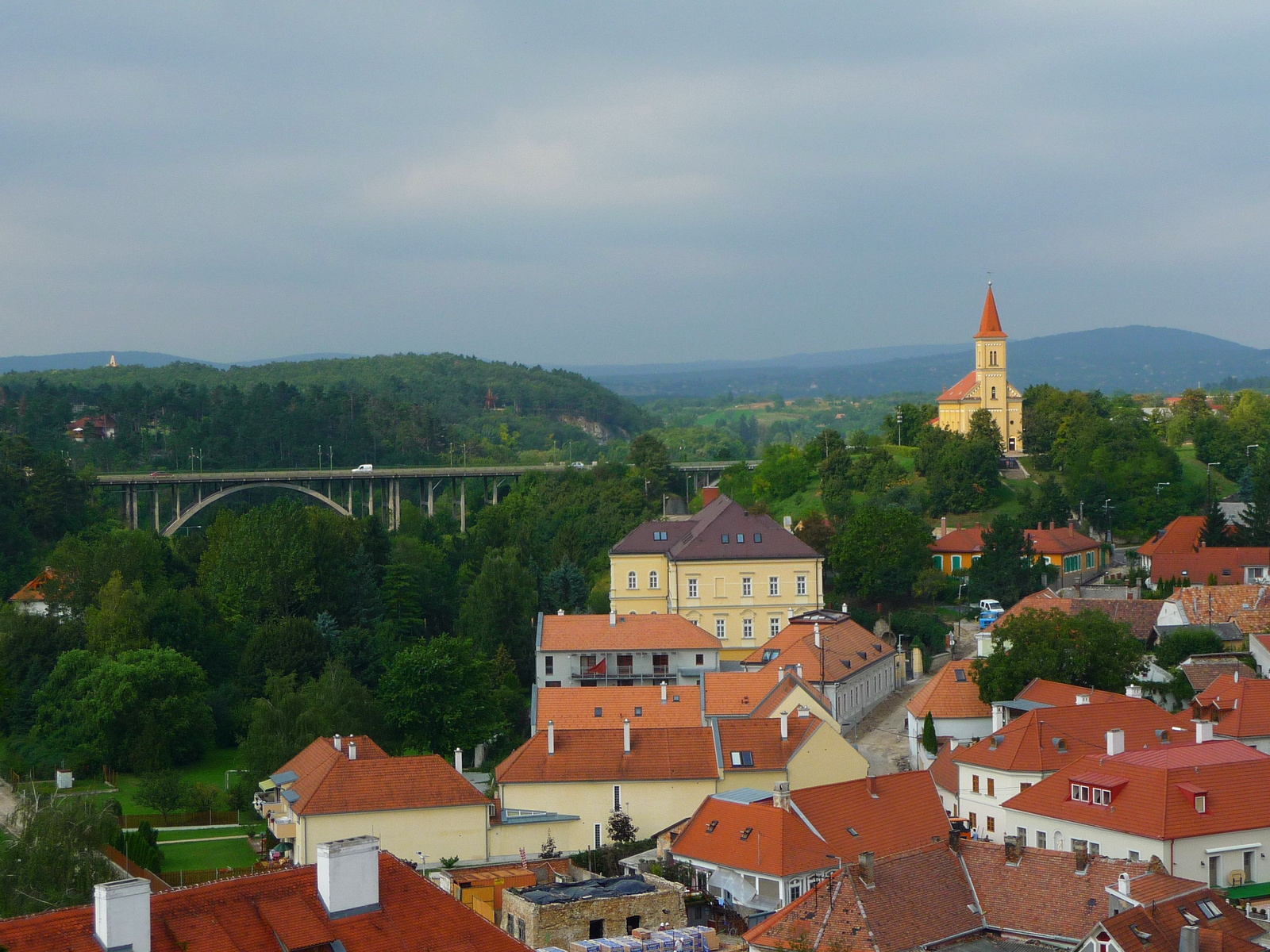
A belváros látképe a várból, a völgyhíddal

Az előzően idézett igényekre választ adó (és több településrendezési tervet követően elkészített) 1982-ben elfogadott általános rendezési terv a felmerültek rendezésére, s a város távlati fejlődésének lehetőségeire kívánt választ adni. A terv alapján beindított dinamikus fejlesztések új településszerkezeti-, közlekedési rendszert alakító, városrekonstrukciós munkákat indították el. Ez a fejlődési folyamat a rendszerváltozás után megtört, a népességnövekedés megtorpant, majd csökkenésbe állt. A városfejlesztési célok és programok is megváltoztak. Veszprém 1990-ben válhatott megyei jogú várossá. A balatoni térséggel együtt pályázott az Európa kulturális fővárosa 2023 címre, melyet meg is nyert, így Pécs után 13 évvel ismét magyarországi város lett EKF.

## Népesség
Veszprém lakónépessége 2011. január 1-jén 61 721 fő volt, ami Veszprém megye össznépességének 17,5%-át tette ki. A város Veszprém megye legsűrűbben lakott települése, abban az évben az egy km²-en lakók száma, átlagosan 486,4 fő volt. A népesség korösszetétele kedvezőtlen. A 2011-es év elején a 19 évesnél fiatalabbak népességen belüli súlya 20%, a 60 éven felülieké 22% volt. A nemek aránya kedvezőtlen, ugyanis ezer férfira 1108 nő jut. 2017-ben a férfiaknál 72,9, a nőknél 79,5 év volt a születéskor várható átlagos élettartam. A népszámlálás adatai alapján a város lakónépességének 5%-a, mintegy 3284 személy vallotta magát valamely kisebbséghez tartozónak. Közülük német, cigány és orosz nemzetiséginek vallották magukat a legtöbben.
A 20. század második felétől Veszprém lakossága viharos gyorsasággal növekedett, egészen 1990-ig. Népességnövekedése – a legtöbb megyeszékhelyhez hasonlóan – az 1960-as években felgyorsult a szocializmus évei alatt. A legtöbben 1990-ben éltek a városban, 63 867-en, azóta egészen napjainkig csökken a város népessége, ma már kevesebben laknak Veszprémben, mint 1980-ban.
A 2011-es népszámlálási adatok szerint a magukat vallási közösséghez tartozónak valló veszprémiek túlnyomó többsége római katolikusnak tartja magát. Emellett jelentős egyház a városban, még a református és az evangélikus.

### Etnikai összetétel
A 2001-es népszámlálás adatok szerint a város lakossága 62 851 fő volt, ebből a válaszadók 61 172 fő volt, 59 490 fő magyarnak, míg 202 fő cigánynak vallotta magát, azonban meg kell jegyezni, hogy a magyarországi cigányok (romák) aránya a népszámlálásokban szereplőnél lényegesen magasabb. 1055 fő német, 65 fő ukrán és 47 fő horvát etnikumnak vallotta magát.
A 2011-es népszámlálás adatok szerint a város lakossága 61 721 fő volt, ebből a válaszadók 55 041 fő volt, 51 757 fő magyarnak vallotta magát, az adatokból az derül ki, hogy a magyarnak vallók száma jelentősen csökkent tíz év alatt, ennek egyik fő oka, hogy többen nem válaszoltak. Az elmúlt tíz év alatt, a nemzetiségiek közül a jelentősen a németek (1 459 fő) és az oroszok (165 fő) száma nőtt Veszprémben. A cigány (419 fő) és a román (71 fő) nemzetiségűek száma megkétszereződött, míg az örmény (63 fő) nemzetiségűek száma megnégyszereződött. A megyén belül, Veszprémben él a legtöbb magát németnek, orosznak, örménynek és szlováknak valló nemzetiségi.

### Vallási összetétel
Veszprém lakóinak vallási összetétele 2011-ben
A 2001-es népszámlálási adatok alapján, Veszprémben a lakosság több mint fele (71%) kötődik valamelyik vallási felekezethez. A legnagyobb vallás a városban a kereszténység, melynek legelterjedtebb formája a katolicizmus (57,4%). A katolikus egyházon belül a római katolikusok száma 35 795 fő, míg a görögkatolikusok 300 fő. A városban népes protestáns közösségek is élnek, főleg reformátusok (6109 fő) és evangélikusok (1921 fő). Az ortodox kereszténység inkább az országban élő egyes nemzeti kisebbségek (oroszok, románok, szerbek, bolgárok, görögök) felekezetének számít, számuk elenyésző az egész városi lakosságához képest (66 fő). Szerte a városban számos egyéb kisebb keresztény egyházi közösség működik. A zsidó vallási közösséghez tartózók száma 29 fő. Jelentős a száma azoknak a városban, akik vallási hovatartozásukat illetően nem kívántak válaszolni (9,5%). Felekezeten kívülinek a város lakosságának 19%-a vallotta magát.
A 2011-es népszámlálás adatai alapján, Veszprémben a lakosság fele (49,9%) kötődik valamelyik vallási felekezethez. Az elmúlt tíz év alatt a városi lakosság vallási felekezethez tartozása jelentősen csökkent, ennek egyik oka, hogy sokan nem válaszoltak. A legnagyobb vallás a városban a kereszténység, melynek legelterjedtebb formája a katolicizmus (39,3%). Az elmúlt tíz év alatt, a katolikus valláshoz tartozók száma negyedével esett vissza. A katolikus egyházon belül a római katolikusok száma 24 023 fő, míg a görögkatolikusok 189 fő. A városban népes protestáns közösségek is élnek, főleg reformátusok (4344 fő) és evangélikusok (1323 fő). Az ortodox kereszténység inkább az országban élő egyes nemzeti kisebbségek (oroszok, románok, szerbek, bolgárok, görögök) felekezetének számít, számuk elenyésző az egész városi lakosságához képest (49 fő). Szerte a városban számos egyéb kisebb keresztény egyházi közösség működik. A zsidó vallási közösséghez tartózók száma 23 fő. Összességében elmondható, hogy az elmúlt tíz év során minden egyházi felekezetekhez tartozók száma jelentősen csökkent. Jelentős a száma azoknak a városban, akik vallási hovatartozásukat illetően nem kívántak válaszolni (29,6%), tíz év alatt a triplájára nőtt a számuk. Felekezeten kívülinek a város lakosságának 20,6%-a vallotta magát.

## Közélete

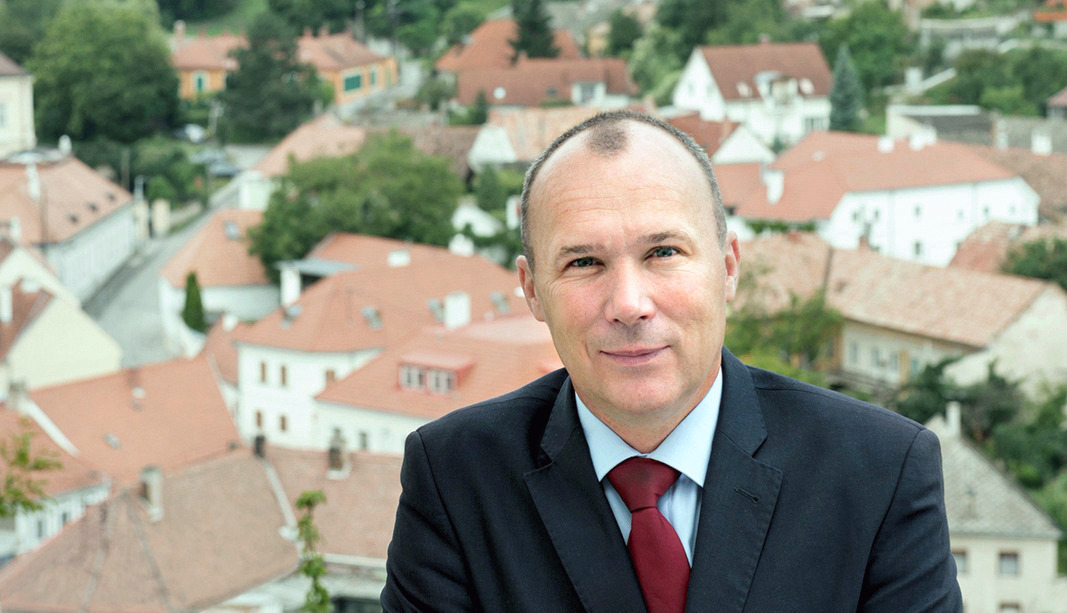
Porga Gyula

### Polgármesterei
| Időszak   | Név               | Jelölő szervezet(ek)                       |
| --------- | ----------------- | ------------------------------------------ |
| 1990–1994 | Dióssy László     | SZDSZ                                      |
| 1994–1998 | Dióssy László     | SZDSZ                                      |
| 1998–2002 | Dióssy László     | SZDSZ-MSZP                                 |
| 2002–2006 | Dióssy László     | SZDSZ-MSZP-Szövetség Veszprémért Egyesület |
| 2006–2010 | Debreczenyi János | Fidesz-KDNP                                |
| 2010–2014 | Porga Gyula       | Fidesz                                     |
| 2014–2019 | Porga Gyula       | Fidesz-KDNP                                |
| 2019–2024 | Porga Gyula       | Fidesz-KDNP                                |
| 2024–     | Porga Gyula       | Fidesz-KDNP                                |

### A 2024-es önkormányzati választás eredménye
- A polgármester-választás eredménye[28]

| Jelölt neve     | Jelölő szervezet(ek) | Jelölő szervezet(ek)                                      | Szavazatok száma | Szavazatok aránya |
| --------------- | -------------------- | --------------------------------------------------------- | ---------------- | ----------------- |
| Porga Gyula     |                      | Fidesz – KDNP                                             | 12 163           | 47,56%            |
| Hartmann Ferenc |                      | Híd a Városért – DK – MSZP – Momentum – Párbeszéd- ZÖLDEK | 7527             | 29,43%            |
| Adamecz Zoltán  |                      | Együtt Veszprémért                                        | 4375             | 17,11%            |
| Kovacsics Zsolt |                      | Mi Hazánk                                                 | 1511             | 5,91%             |
| Összesen        |                      |                                                           | 25 576           | 100%              |

- A 2025-ös időközi önkormányzati választás eredménye[29][30]

| Párt | Párt                                                      | Mandátumok | Képviselő-testület | Képviselő-testület | Képviselő-testület | Képviselő-testület | Képviselő-testület | Képviselő-testület | Képviselő-testület | Képviselő-testület | Képviselő-testület | Képviselő-testület | Képviselő-testület | Képviselő-testület | Képviselő-testület |
| ---- | --------------------------------------------------------- | ---------- | ------------------ | ------------------ | ------------------ | ------------------ | ------------------ | ------------------ | ------------------ | ------------------ | ------------------ | ------------------ | ------------------ | ------------------ | ------------------ |
|      | Fidesz – KDNP                                             | 11         | P                  |                    |                    |                    |                    |                    |                    |                    |                    |                    |                    |                    |                    |
|      | Híd a Városért – DK – MSZP – Momentum – Párbeszéd- ZÖLDEK | 3          |                    |                    |                    |                    |                    |                    |                    |                    |                    |                    |                    |                    |                    |
|      | Együtt Veszprémért                                        | 2          |                    |                    |                    |                    |                    |                    |                    |                    |                    |                    |                    |                    |                    |
|      | MKKP                                                      | 1          |                    |                    |                    |                    |                    |                    |                    |                    |                    |                    |                    |                    |                    |
|      | Mi Hazánk                                                 | 1          |                    |                    |                    |                    |                    |                    |                    |                    |                    |                    |                    |                    |                    |

## Címere
|  | « Mivel Veszprém egészen 1848-ig a püspök (és részben a káptalan) tulajdonában volt, külön címerrel nem túl hosszú ideje rendelkezik. Önálló városi címer elsőként az 1720-as évekből származó pecséteken bukkan fel. A ma is használt címert 1906-ban hozták létre, a korábban a nemesek, illetve a polgárok közössége által használt két külön címer egyesítésével. » |

## Városrészek

### Történelmi előzmények
Veszprém a középkor végéig tulajdonképpen egy várhegy környéki – szegeknek nevezett – települések csoportja volt. A szegek, mint korábban önálló települések a török időkben teljesen elpusztultak, így a középkori és újkori városrészek, illetve elnevezésük között folytonosságról nem beszélhetünk. Részletesebb leírásért lásd: Veszprém középkori városrészei fejezetet. A 19-20. század dinamikus városfejlődési szakaszaiban a korábbi településkezdemények összeépültek. Az ilyen módon megnövekedett és besűrűsödött várostest igazgatási és ellátási (pl. iskola, bolt stb.) igényei szükségessé tették egy ún. városszerkezeti rendszer létesítését, amelyre a folyamatosan készülő (1960, 1970, 1982) városrendezési tervek tettek javaslatokat (lásd fotón). A 21. század városnövekedési dinamikavesztése miatt ezek helyett inkább a hagyományokra épülő rendszer vált célszerűvé.
| Belváros                                                              | Dózsaváros (Temetőhegy, Pajtakert) | Jeruzsálemhegy (Endrődi Sándor lakótelep, Takácskert) |
| Egyetemváros (Nándortelep, Egry József utcai lakótelep, Hóvirágtelep) | Füredidomb                         | Cholnokyváros                                         |
| Újtelep                                                               | Jutasi úti lakótelep               | Bakonyalja                                            |
| Jutaspuszta                                                           | Szabadságpuszta                    | Iparváros (Csererdő)                                  |
| Gyulafirátót                                                          | Kádárta                            |                                                       |
| További, városrésznek nem minősülő területi egységek:                 |                                    |                                                       |
| Veszprémvölgy                                                         | Reptér                             | Csatár                                                |

|  |  |  |  |

## Látnivalók

### A várnegyedben
| - A veszprémi érsekség főszékesegyháza, 10. századi alapokon, 14. századi gótikus altemplommal - Gizella-kápolna: Veszprém legrégibb középkori épülete; a 13. században, gótikus stílusban épült. - Várkút: 41 méter mély kút a Gizella-kápolna előtt - Püspöki (ma Érseki) palota: késő barokk építmény a Szentháromság téren, Fellner Jakab alkotása - Ún. Nagypréposti palota - VEAB székház - Szentháromság-oszlop: barokk stílusban, 1750-ben készült. | - Szent György-kápolna: a 10. századi épület romjai a székesegyház mögött - I. István király és Gizella királyné szobra a várhegy északi fokán (Ispánki József 1938-as alkotása) - Várkapu (Hősi kapu): az első világháború halottainak emlékére épült, tornyában a Vármúzeum működik. - Tűztorony: alapja középkori, felső része 19. századi eredetű. - Gizella Királyné Múzeum - Ferences templom - Dubniczay-ház - Csikász Galéria - Művészetek háza |

- Szent Mihály-székesegyház
- Tűztorony
- Az egykori főispáni lak ma a Veszprém Megyei Munkaügyi Központnak ad otthont
- Panoráma a várból
- Megyeháza

### A várnegyeden kívül
| - Laczkó Dezső Múzeum - Petőfi Színház - Városháza - Pósa-ház - Szerelem-sziget - Megyeháza | - Erzsébet-liget - Szent István völgyhíd, közismertebb nevén: a Viadukt - Margit-romok - Kittenberger Kálmán Növény- és Vadaspark - Gulya-domb | - Cseresznyés kúria (Veszprém Hotellel szemben) - Meggyesi kúria (Veszprém Hotellel szemben) - Iparkamara épülete - Óváros tér szecessziós épületei - A felújított Belváros és belső udvarai - Séd Filmszínház (Pannon Várszínház) |

- Városháza
- Az Eötvös Károly Megyei Könyvtár új épületszárnya
- Kittenberger Kálmán Növény- és Vadaspark

## Gazdaság
A rendszerváltozást követő néhány évben Veszprém megsínylette a gazdaság szerkezeti átalakulásának hatásait. A megye legtöbb nehézipari üzemének bezárásával a városban kiépült tudományos–kutatási infrastruktúra jelentős része is válságba került. A munkanélküliségi ráta átlépte a 20%-os küszöböt.
A megoldást tőkeerős vállalatoknak a városba történő telepítése jelentette. Mára a munkanélküliség 5–6% körüli. Lakossági vásárlóerőt tekintve a veszprémi kistérség negyedik az országban (Győr, Székesfehérvár és Budaörs után).
Gazdasági és kulturális szempontból is nagy fontosságú volt a Veszprémi Egyetem (ma Pannon Egyetem) szakképzési kínálatának az 1990-es években lezajlott jelentős bővülése.
A gyakran megrendezett minőségi fesztiválok, rendezvények ellenére Veszprémnek vannak még tartalékai a városi idegenforgalom fejlesztésében.
A lakossági infrastruktúra fejlett. Veszprém vízhálózata 1896-ra, elektromos hálózata – a bevezetés szükségességéről folytatott hosszas viták után – 1908-ra épült ki. Ma a villanyszolgáltatás minden, a víz-, telefon- és gázszolgáltatás, valamint a csatornázás a csatári üdülőtelep kivételével valamennyi városrészre kiterjed.

## Közlekedés

### Közúthálózat

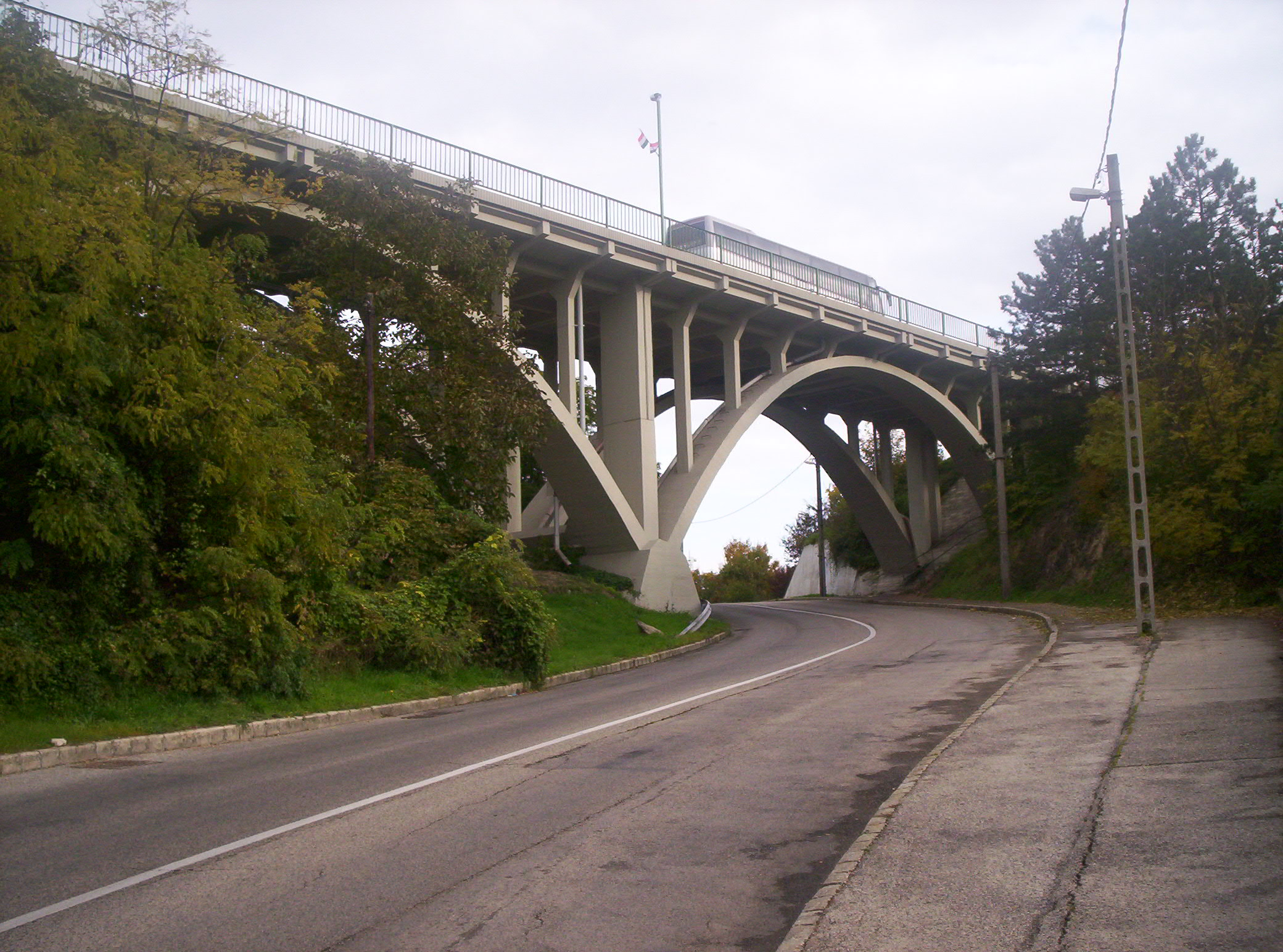
A Viadukt két kis íve

A Belváros úthálózata középkori eredetű; a Veszprémből kivezető utak többségének mai helye a 18. század végére alakult ki. A legnagyobb, nyugat-keleti irányú forgalom évszázadokon át a vár alatti Hosszú-völgyben (a mai Jókai Mór utcán) haladt. Ez az 1930-as években, a 8-as számú állami közút megépítésével változott meg: az új főút számára a Palotai út (ma Budapest utca)–Kossuth utca–Óvári Ferenc utca–Jeruzsálemhegy–Temetőhegy vonalat jelölték ki. A Jeruzsálemhegy és a Temetőhegy között húzódó Séd-völgy fölé 1936–1937 között épült meg a veszprémiek által csak Viaduktként emlegetett Szent István völgyhíd.
A város vezetése az 1940-es évek második felében felismerte, hogy az országos főútvonalnak a városon történő átvezetése nem volt helyes döntés. A szűkös Szabadság tér forgalma az 1970-es évek végére országosan a harmadik helyet „érte el” (a budapesti Nyugati tér csomópontja és a miskolci Villanyrendőr kereszteződése után). A megoldást a körgyűrű több szakaszban történt megépítése jelentette az 1970-es és 1980-as évek fordulóján (Veszprém volt az első magyarországi város, amely köré teljes útgyűrű épült); azóta a 8-as főút forgalma a város mellett halad el, így a belváros terhelése lényegesen csökkent. Ezzel lehetővé vált a város belső forgalmi rendjének átszervezése. A rendszerszerű fejlesztésére kialakított terveket a rendszerváltozást követően megváltoztatták. Az így folyó fejlesztések azóta – folyamatos vitáktól kísérve – folytatódnak.
A 8-as főútnak a várostól nyugatra, Márkóig, valamint keletre, Várpalotáig húzódó szakaszát az elmúlt években irányonként négy sávossá fejlesztették. Tervben van a Veszprémből Dunaújváros felé haladó M8-as autópálya megépítése. A körgyűrű északi és keleti szakasza a 8-as főút kivezető szakasza és a 82-es főút között, másodrendű főútként a 830-as számozást viseli.
2013. július 1-jétől a Tapolca felé kapcsolatot biztosító 7301. jelű összekötő utat 77-es útszámozással szintén főúttá minősítették át.

### Távolsági közlekedés
Mint már szóba került, az 1872-ben megépült Székesfehérvár–Szombathely-vasútvonal északi irányból kerülte el a város központját. Ez a következő évtizedekben súlyos gazdasági hátrányokkal járt (ma viszont a gépkocsival közlekedőknek inkább előnyt jelent). 1896-ban kialakítottak egy, a városba vezető szárnyvonalat, amit 1909-ben meghosszabbítottak a Balaton felé (Alsóörs–Veszprém-vasútvonal); az itt közlekedő szerelvényeknek viszonylag nagy szintkülönbségekkel kellett megküzdeniük, így híresen lassúak voltak. A szárnyvonalat 1969. szeptember 30-ával szüntették meg. A forgalmát helyközi autóbuszjáratok vették át, de az elmúlt időszakban – részben más útvonalon történő – újraépítése is szóba került (Veszprém–Balaton-vasútvonal).
A Székesfehérvár–Szombathely-vonalat 1999–2000 között villamosították. A Bakony vidékét átszelő fővonalon kívül Veszprémből dízelvontatású szerelvények közlekednek Győrbe. A győri vonalnak Márkó 
helyett Veszprémvarsány irányában kell a Bakonyba felkúsznia, számottevően nagyobb szintkülönbség leküzdésével. Az átlagsebesség ennek megfelelően utóbbin alacsonyabb; ugyanakkor ezért jelentős kárpótlást nyújt, hogy a vonal vadregényes, szép hegyvidéki tájon halad, alagutakkal tűzdelt pályán. A Hajmáskéren át Lepsénybe tartó szárnyvonal a Budapestről a Balaton déli partjára (és tovább) közlekedő vonatokhoz biztosított összeköttetést – 2007. március 3-ig.
Veszprém vasútállomását (korábban Jutasi állomás, majd 1969-ig Veszprém külső pályaudvar) 1872. augusztus 9-én adták át a forgalomnak. Az állomás épületét azóta többször is felújították. A villamosítás óta aluljáró vezet a vágányok peronjaihoz. Az állomás közúti elérését a 830-as főútból (a várost elkerülő körgyűrű északi szakaszából) kiágazó 83 302-es számú mellékút teszi lehetővé.
A helyközi autóbusz-közlekedésről a Volánbusz Zrt. gondoskodik. Az 1965 óta üzemelő autóbusz-pályaudvar a Belváros keleti szélén, a Jutasi út elején helyezkedik el. A közelmúltban került sor a felújítására, sokak szerint munkanapokon túlzottan zsúfolt, amire a vasútállomás mellé vagy város valamelyik külsőbb részére való átköltöztetése jelenthetne megoldást.
A Veszprém melletti Szentkirályszabadja egykori katonai repülőteréről a Magyar Honvédség a két település javára lemondott. Ha a légikikötőt sikerülne a polgári légiforgalom számára átalakítani, az minden bizonnyal jelentős gazdasági előnyöket hozna a város számára. A létesítményt a két önkormányzat 2006 szeptemberében egy szakmai befektetőnek értékesítette.

### Helyi tömegközlekedés
A helyi tömegközlekedést Veszprémben 2019 óta az önkormányzati tulajdonú V-Busz Veszprémi Közlekedési Kft. autóbuszjáratai biztosítják. A városban az 1960-as években indult meg az autóbusz-közlekedés. Jelenleg 25 vonalon összesen 47 jármű áll az utasok rendelkezésére.

## Oktatás

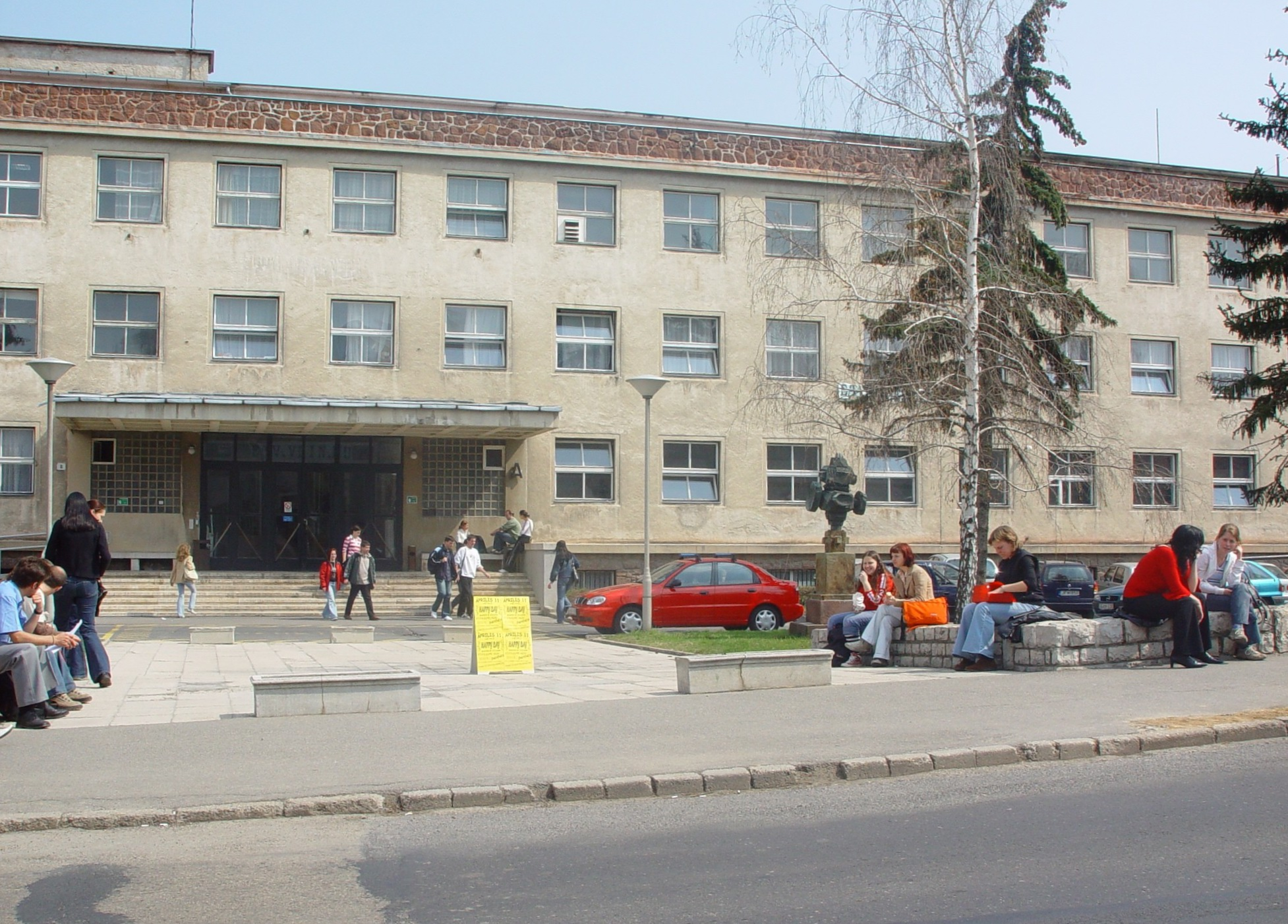
Az egyetem A épülete

### Felsőoktatás
Veszprém volt az első magyarországi város, ahol egyetemi rangú felsőoktatási intézményt alapítottak (Káptalani Főiskola), ahol a diákok jogot, teológiát és a hét szabad művészetet (azaz bölcsészetet) hallgathattak, itt képezték a kor diplomatáit.  1276-ban azonban Csák Péter seregei elpusztították az intézményt, amely már nem épült újjá. Veszprém 1949-ben, a Budapesti Műszaki Egyetem egyik karának a városba telepítésével nyerte vissza egyetemi városi rangját. Az intézmény 1951-ben vált önállóvá; jelenleg Pannon Egyetemnek hívják. Az egyetemnek ma öt kara van, és több, mint 10 ezer hallgató tanul a modern filológiai és társadalomtudományi, a gazdaságtudományi, a mérnöki, az informatikai és a mezőgazdaságtudományi szakok valamelyikén.
A Veszprémi Érseki Főiskola elődje, a Papnevelő Intézet 1711-ben jött létre. A 2021 óta ezen a néven működő, hittanári, lelkipásztori és szociális munkás képzést kínáló intézménynek a  2018/2019-es tanév őszi félévében 168 hallgatója volt.

### Középfokú oktatás

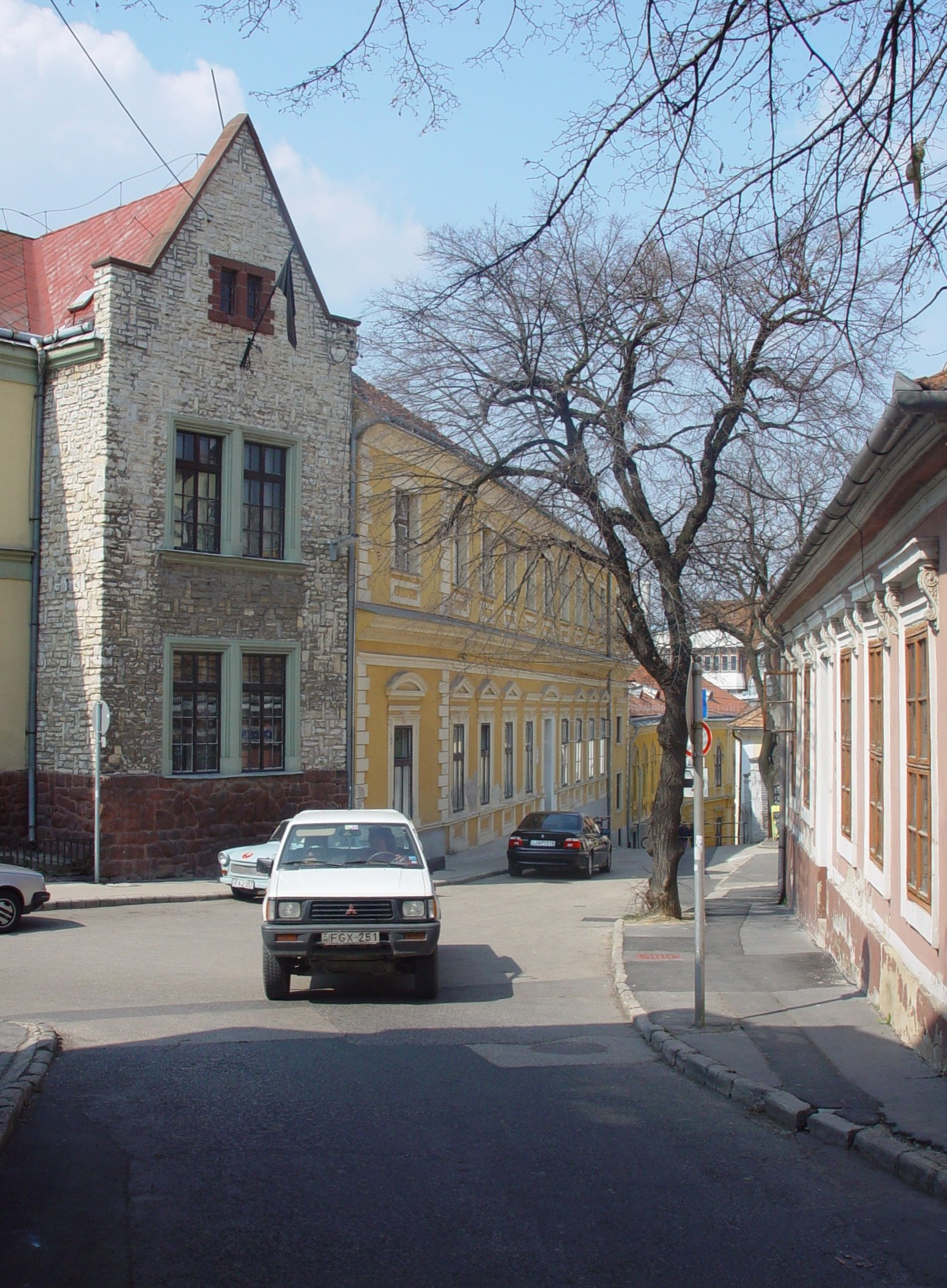
Padányi Római Katolikus Iskola

A Lovassy László Gimnázium a piaristák által 1711-ben alapított gimnázium jogutódja, mai nevét 1950-től viseli. Hosszú ideig a várban, a piarista templom és rendház szomszédságában működött. A statisztikák szerint Magyarország legszínvonalasabb gimnáziumai közé tartozó intézményben tanult többek között Batsányi János költő, Cholnoky Jenő földrajztudós, Zichy Mihály festő, Mádl Ferenc volt köztársasági elnök és Kiss Balázs olimpiai bajnok kalapácsvető; illetve itt tanított Brusznyai Árpád, az 1956-os forradalom veszprémi mártírja.
További középfokú oktatási intézmények a városban:
- Veszprémi SzC Ipari Technikum
- Veszprémi SZC Jendrassik-Venesz Technikum  Archiválva 2021. július 1-i dátummal a Wayback Machine-ben
- Veszprémi SZC Séf Vendéglátás-Turizmus Technikum és Szakképző Iskola
- Veszprémi SZC Táncsics Mihály Szakközépiskola, Szakiskola és Kollégium
- Veszprémi SZC Bethlen István Közgazdasági és Közigazgatási Technikum   Archiválva 2023. szeptember 27-i dátummal a Wayback Machine-ben
- Padányi Katolikus Gyakorlóiskola
- Vetési Albert Gimnázium
- Noszlopy Gáspár Gimnázium és Kollégium
- Davidikum Római Katolikus Középiskolai Kollégium
- Veszprémi Középiskolai Kollégium

Veszprémben rendezték meg a 3. Nemzetközi Matematikai Diákolimpiát 1961-ben, valamint a VIII. Nemzetközi Informatikai Diákolimpiát 1996-ban.
Megszűnt középiskolák:
- Dohnányi Ernő Zeneművészeti Szakközépiskola és Diákotthon  Archiválva 2006. június 14-i dátummal a Wayback Machine-ben
- Gastroker Alapítványi Vendéglátóipari, Kereskedelmi Szakközépiskola és szakiskola
- Medgyaszay István Szakképző Iskola, Gimnázium és Kollégium  Archiválva 2002. május 28-i dátummal a Wayback Machine-ben
- Merkantil Alapítvány Kereskedelmi Szakközépiskola

### Alapfokú oktatás
- Veszprémi Kossuth Lajos Általános Iskola
- Veszprémi Cholnoky Jenő Általános Iskola
- Veszprémi Báthory István Sportiskolai Általános Iskola
- Veszprémi Deák Ferenc Általános Iskola
- Veszprémi Rózsa Úti Általános Iskola
- Dózsa György Német Nemzetiségi Nyelvoktató Általános Iskola
- Hriszto Botev Német Nemzetiségi Nyelvoktató Általános Iskola
- Simonyi Zsigmond Ének-Zenei és Testnevelési Általános Iskola
- Szilágyi Erzsébet Keresztény Általános Iskola és Alapfokú Művészetoktatási Intézmény
- Padányi Bíró Márton Római Katolikus Gyakorlóiskola
- Gyulaffy László Német Nemzetiségi Nyelvoktató Általános Iskola
- Csermák Antal Alapfokú Művészeti Iskola
- Kozmutza Flóra Óvoda, Általános Iskola, Készségfejlesztő Iskola, Kollégium és Egységes Gyógypedagógiai Módszertani Intézmény
- Bárczi Gusztáv Általános Iskola, Speciális Szakiskola és Egységes Gyógypedagógiai Módszertani Intézmény
- Budapest School

## Kulturális élet

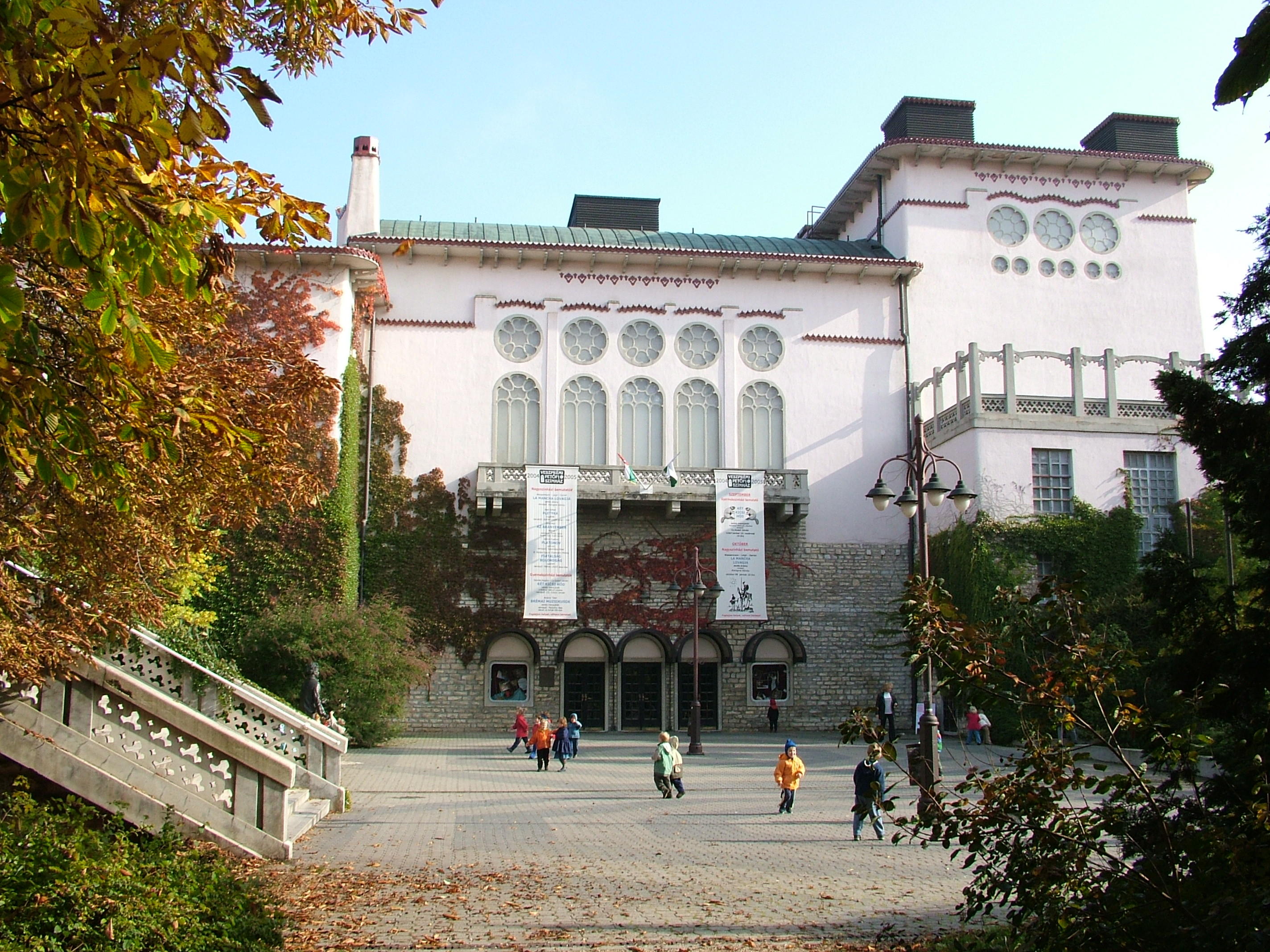
A Petőfi Színház épülete (Fotó: KT)

### Színházak
A veszprémi színjátszás története két évszázadra nyúlik vissza. 1814-ből származik az első ismert helyi színlap, amely egy Kotzebue rémdráma előadásáról tudósítja a városi közönséget. 1905-ben alakult meg a városi Színpártoló Egyesület, amely szorgalmazta egy önálló színházépület megépítését.
Veszprémi Petőfi Színháznak hívják ma a Medgyaszay István által tervezett szecessziós stílusú színházat – amely korában az első vasbeton-szerkezeteket alkalmazó színházépület volt az országban – 1908. szeptember 17-én avatták fel, 1920 óta viseli Petőfi Sándor nevét. A színházi szervezethez tartozik, illetve része a Latinovits Zoltánról elnevezett Játékszín is.
Pannon Várszínház néven 2001-ben egy második – elsősorban kortárs darabokat előadó – színház jött létre a királynék városában. Kezdetben kisebb méretű előadásokat tartottak, melynek helyszínéül a Csermák Antal Zeneiskola szolgált. Az egyre növekvő érdeklődés következtében a színház ma már a régi Séd Filmszínházban működik, ahol egy időben több száz érdeklődő tekintheti meg a zenés darabokat, a komolyabb és könnyedebb musicaleket, előadásokat.
A 2008-as évben a színház elindította játékszíni előadásait is, melyeket a Dubniczay-palotában tekinthetnek meg a színházkedvelők. Az előadások mellett a színház részt vesz a kulturális élet további szervezésében, hiszen a Pannon Várszínház a rendezője a Veszprémi Tavaszi Fesztivál, valamint az A Tánc Fesztiválja rendezvényeknek.
Természetesen nem csak az idősebb és ifjúsági korosztály szórakozhat a színházi előadásokon. Az egészen kicsi gyermekek a Kabóca Bábszínház bábelőadásait látogathatják.

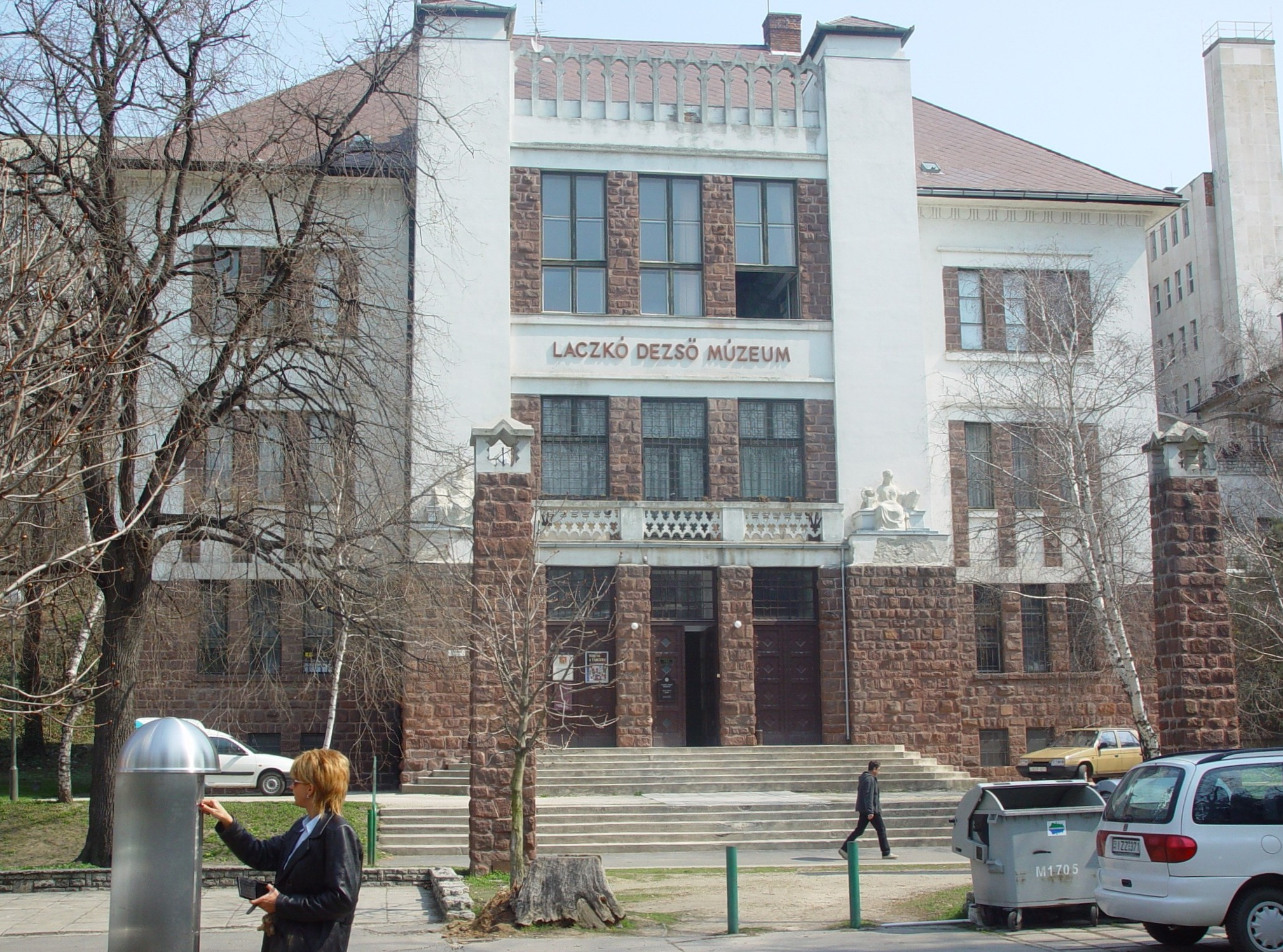
Laczkó Dezső Múzeum

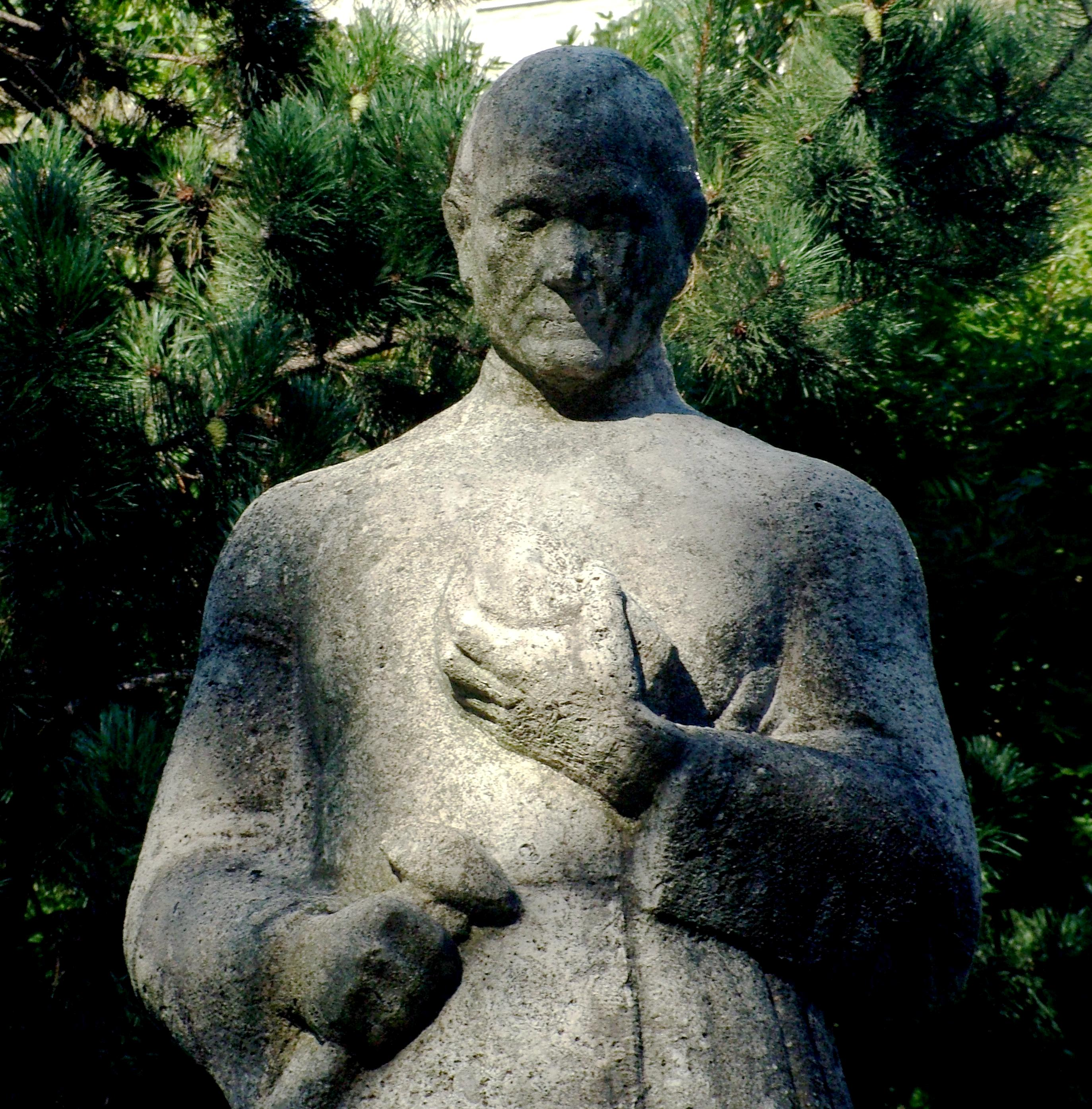
Laczkó Dezső szoborrészlet (Fotó: KT)

### Múzeumok, kiállítások
- Laczkó Dezső Múzeum
- Bakonyi Ház
- Vármúzeum
- Gizella Királyné Múzeum
- Magyar Építőipari Múzeum
- Vass László Gyűjtemény
- Csikász Galéria

### Fesztiválok

#### Gizella-Napok
A Gizella-napok Művészeti Fesztivál rendezvénysorozatot a Veszprém történetében is jelentős szerepet betöltött első királynénk emlékére a Városi Művelődési Központ rendezi meg minden év májusában, a Gizella névnaphoz kapcsolódva.

#### Veszprémi Nyári Fesztivál
A Gizella Napokhoz hasonlóan a Művelődési Központ szervezésében, 2001 óta rendezik meg augusztus első heteiben. Számos különböző műfajnak, így többek között kamara-, színpadi és templomi zenének, táncnak, valamint irodalmi és népművészeti programoknak ad otthont.
A Nyári Fesztivál része még a Vivace Nemzetközi Kórusfesztivál, amelyen négy földrészről érkezett énekkarok mutatják be tudásukat és mérkőznek meg egymással.

#### Veszprémi Ünnepi Játékok
2004 óta szintén augusztus elején a várban koncertek sora vár az érdeklődőkre. Az elmúlt öt év során világszerte ismert művészeket is fogadott az Ünnepi Játékok fesztiválja.

#### Veszprémi utcazene fesztivál
A 2000 óta létező Veszprémi Utcazene Fesztivál olyan többnapos rendezvény, amelynek keretében amatőr előadók egymással versengve mutatják meg zenei tudásukat. Az utóbbi években már neves sztárzenészek és énekesek is felléptek a fesztivál színpadjain.

#### További fesztiválok
- „Tavaszi Játékok” Nemzetközi Gyermek- és Ifjúsági Művészeti és Sport Fesztivál (a SZÉPORSZÁG Rendezvényiroda szervezésében)
- Veszprémi Tavaszi Fesztivál
- A Tánc Fesztiválja, Országos és Nemzetközi Kortárs Összművészeti Találkozó (a Pannon Várszínház rendezésében)
- Veszprémi Tavaszi Fesztivál (a Pannon Várszínház rendezésében)
- Kabóciádé Gyermekfesztivál (a Kabóca Bábszínház rendezésében)
- Cell-Cup Nemzetközi Kézilabda és Kulturális Fesztivál
- Kamera Hungária Televíziós Műsorfesztivál (2008-tól ismét)
- Pannonfíling Filmfesztivál
- „Veszprémi Játékok – Gyerek Sziget” Nemzetközi Gyermek- és Ifjúsági összművészeti Fesztivál (a GYERMEKMOSOLY Alapítvány és a SZÉPORSZÁG Rendezvényiroda szervezésében)
- Angol Nyelvű Drámafesztivál (a Pannon Egyetem Angol-Amerikai Intézete és a veszprémi Amerikai Kuckó rendezésében, a veszprémi Petőfi Színház támogatásával)
- Rozé, Rizling és Jazz Napok

### Finnugor kulturális főváros
A 2015 elején benyújtott pályázat alapján a város – Iszkaszentgyörggyel megosztva – elnyerte a 2016. év Finnugor Kulturális Fővárosa címet.

### Európa kulturális fővárosa
2018 elején benyújtott pályázat alapján 2023-ban Veszprém lett Európa Kulturális Fővárosa A Bakony-Balaton régióval.

## Média

### Televízió
- Veszprém Televízió
- Regina Televízió Veszprém

### Rádió
- Rádió 1 Veszprém – FM 90.6 MHz
- Mária Rádió Veszprém – FM 94.6 MHz
- Sláger FM – FM 103.1 MHz[35]

#### Megszűnt rádióállomások
- Rádió Jam – FM 103.1 MHz (1992-2011)
- Méz Rádió – FM 103.1 MHz (2011-2023)

### Újság
- Veszprém Megyei Napló
- Veszprémi 7 Nap
- Veszprémi Szemle
- Séd – Veszprémi kritikai lap

## Internet
- vehir.hu
- veol.hu
- veszport.hu
- von.hu
- OFF Média Archiválva 2016. október 18-i dátummal a Wayback Machine-ben
- veszpremkukac.hu
- 8200.hu
- 82nullanulla.hu

## Sportélete

### Kézilabda
Veszprém legkedveltebb sportja a kézilabda. A város egyik csapata, az Telekom Veszprém KC Magyarország legsikeresebb kézilabda csapata, és nemzetközi szinten is elismert. A csapat 25-szeres magyar bajnok, 27-szeres Magyar Kupa-győztes, 2-szeres EHF Kupagyőztesek Európa Kupája győztes, 4-szeres EHF Bajnokok Ligája ezüstérmes. Székhelye a Veszprém Aréna komplexum, ahol 5000 néző előtt játsszák meccseiket. A város másik csapata, a 2-szeres világválogatott, Éles József által alapított Éles Kézisuliból kinevelt magyar fiatalokból álló Fejér B.Á.L. Veszprém Magyarország. A 'kis Veszprém' mindkét NB1-es évében a Liga Kupa Final Four-jába jutott, ahol a debütálás évében 4., majd a következő évben 2. lett, amivel Európa Liga Kupa szereplés lehetőséget szerzett. Veszprémben kerül megrendezésre a Cell-Cup Nemzetközi Kézilabda és Kulturális Fesztivál is, ahol az Európából, valamint a világ további országaiból érkező több száz ifjúsági és felnőtt női, illetve férfi csapat mérkőzik meg minden évben.

### Labdarúgás
Veszprém városának labdarúgócsapata a Veszprém FC. A csapat 1988-ban érte el legnagyobb sikerét, amikor az NB II bajnokaként feljutott az élvonalba, ahol öt évig szerepelt.[forrás?] A VFC az 1992/93-as idényben az utolsó helyen végzett, így kikerült az NB I-ből; a csapat később meg is szűnt. 2006/07-ben a Veszprém FC új szakosztályt nyitott és zömében az ifjúsági csapat játékosaival megnyerte a megyei 2. osztályt. A csapat nevezett az NB III-ba. A 2007/08-as idény végén a VFC az NB III – Bakony csoport 6. helyén állt. 2008/09-ben a VFC a Magyar Kupa 3. fordulójában 2-1-re legyőzte az NB I-es Zalaegerszegi TE csapatát, így bejutott a legjobb 32 közé.[forrás?] A 2013–2014-es idénytől az NB III Nyugati csoportjában szerepel.
A futsalt az 1. Futsal Club Veszprém csapata képviseli.

### Floorball
Veszprém Lizards

### Amerikai futball
Veszprém Wildfires

## Híres veszprémiek
- Itt alakult 1969 decemberében a Cserhát Művész Kör.[36]

### A városban születtek
- Angyal Anna magyar zsidó írónő (1848-1874)
- Auer Lipót hegedűművész, pedagógus (1845–1930)
- Bakács Tibor Settenkedő, újságíró, kritikus, tévés személyiség (1959–)
- Balanyi Szilárd zenész (a Quimby billenytyűse) (1974–)
- Benkő Lajos hadnagy vadászpilóta, a 101. „Puma“ vadászrepülő ezred pilótája (1920–1975)
- Berta József szabadságharcos (1934–1958)
- Bertalan Károly geológus, barlangkutató (1914–1978)
- Borsos József festőművész (1821–1883)
- Budai Dávid színész (1980–)
- Cholnoky Jenő író, földrajztudós, tanár (1870–1950)
- Cholnoky László író, újságíró, jogász (1879–1929)
- Cholnoky Viktor író, újságíró, szerkesztő (1868–1912)
- Csikász Imre szobrász (1884–1914)
- Czvetkó Sándor színész (1965–)
- Décsi Imre 1899-ig használt nevén Deutsch Imre (1881–1944) ideggyógyász, szakíró, szerkesztő.
- Drahota Andrea Jászai Mari-díjas színésznő (1941–)
- Egyed Brigitta színésznő (1981–)
- Endrődi Sándor költő (1850–1920)
- Eszenyi László autóversenyző (1968–)
- Fekete Jenő geofizikus 1880–1943)
- Gózon Ákos újságíró (1969–)
- Görbicz Anita kézilabdázó (1983–)
- Gulyás Péter kézilabdázó (1984–)
- Hajós-Balogh János festőművész (1948–)
- Horváth Cirill József irodalomtörténész (1865–1941)
- Hungler József tanár, helytörténész (1909–1989)
- Ircsik József festőművész (1932–1986)
- Jelinkó Attila Mount Everest mászó (1977–)
- Kádár Tamás labdarúgó (1990–)
- Kelemen Adolf (1861 – 1917) zsidó származású magyar hittudós, rabbi.
- Kiss Balázs olimpiai bajnok kalapácsvető (1972–)
- Kiss Ramóna színésznő (1984–)
- Kolossváry Dezső lovassági tábornok, miniszter (1854–1919)
- Kovács Éva Rebecca színésznő (1969–)
- Kóródi Anikó operaénekesnő (1954–)
- Ladányi Júlia színésznő (1995–)
- Lang Ádám labdarúgó (1993–)
- Mustos István piarista szerzetespap (1931–2008)
- Nagy Cili színésznő (1978–)
- Navracsics Tibor politikus, jogász-politológus (1966–)
- Noszlopy Judit Orsolya diplomás ápoló és egészségügyi szakoktató, részlegvezető (1975-)
- Nótár Mary énekesnő (1985–)
- Ókovács Szilveszter televíziós műsorvezető, a Duna TV vezérigazgatója, majd az Operaház kormánybiztosa, később megbízott főigazgató-helyettese (1969-).
- Óváry Lipót történész, levéltáros (1833–1919)
- Pálffy Géza történész (1971-)
- Peremartoni Krisztina színésznő (1956-)
- Perjési Hilda színésznő (1966–)
- Rasovszky Kristóf világbajnok úszó (1997–)
- Sauer Ignác (1801–1863) magyar belgyógyász, a magyar orvostudomány és közegészségügy egyik kimagasló jelentőségű alakja
- Schweitzer József Széchenyi-díjas tudós, vallástörténész, egyetemi tanár, országos főrabbi (1922–2015)
- Simonyi Zsigmond nyelvész (1853–1919)
- Sipka László színész (1940–2001)
- Solymosi László történész (1944–)
- Szeles József színész (1965–)
- Szentiványi Kálmán színész, hírlapíró (1883–1950)
- Sziklay János író, újságíró (1857–1945)
- Szina Kinga színésznő (1975–)
- Szóka Júlia színésznő, operetténekes (1963–)
- Szomaházy István író, hírlapíró (1864–1927)
- Ticz András színész (1993–)
- Ujj Zsuzsi fotós, performer, dalszerző és alternatív rockzenész (1959–)
- Vastag Csaba énekes (1982–)
- Vastag Tamás énekes, színész (1991–)
- Vándorfi László színész, rendező, színházigazgató (1951–)
- Végh Zoltán labdarúgó (1971–)
- Vlasits Barbara színésznő (1988–)
- Weszprémi István író, orvos (1723–1799)

### A városban éltek
- Aschermann Ferenc hadtörténetíró, honvéd ezredes (1821–1893)
- Ányos Pál költő (1756–1784)
- Batsányi János költő (1763–1845)
- Bél Mátyás tudós, nyelvész (1684–1749)
- Bihari János hegedűművész, zeneszerző (1764–1827)
- Brusznyai Árpád tanár, 1956-ban a Veszprém Megyei Forradalmi Tanács elnöke (1924–1958)
- Bárány János orvos, röntgen-professzor (1905–1971)
- Cserhát József költő, újságíró, szerkesztő (1915–1969)
- Csermák Antal György hegedűművész, zeneszerző (1774–1822)
- Dióssy László polgármester, országgyűlési képviselő (1957–)
- Eötvös Károly író, újságíró, ügyvéd, politikus (1842–1916)
- Fellner Jakab építész (1722–1780)
- Galeotto Marzio történetíró (1427–1497)
- Ihász-Kovács Éva költő, író, főszerkesztő, Magyar Kultúra Lovagja 1930–2013
- Ircsik József festőművész (1932–1986)
- Kolossváry Sándor (1775–1842) kanonok, címzetes apát, az MTA tagja
- Kórusz József festőművész (1930)
- Laczkó Dezső geológus (1860–1932)
- Latinovits Zoltán színész (1931–1976)
- Manovill Alfréd bankár, berlini magyar egyesület elnöke (1880–1944)
- Marian Cozma kézilabdázó, Veszprém tiszteletbeli díszpolgára (1982–2009)
- Medgyaszay István építész (1877–1959)
- Mindszenty József bíboros, író, szerkesztő, politikus (1892–1975)
- Ney Dávid operaénekes (1842–1905)
- Noszlopy Gáspár szolgabíró, honvédtiszt (1820–1853)
- Padányi Biró Márton püspök, író, főispán (1696–1762)
- Polinszky Károly (1922–1998) vegyészmérnök, oktatásügyi miniszter, az MTA tagja, a veszprémi vegyipari oktatás megszervezője
- Somogyi István, festőművész (1930–1998)
- Szent Margit (1242–1271)
- Szilágyi László punk festőművész (1966–2007)
- Terray Barnabás bölcsész, irodalmár (1919–1991)
- Vas Gereben író (1823–1868)
- Verancsics Faustus író, várkapitány, polihisztor (1550–1617)
- Zichy Mihály festő (1827–1906)

### Veszprém város díszpolgárai

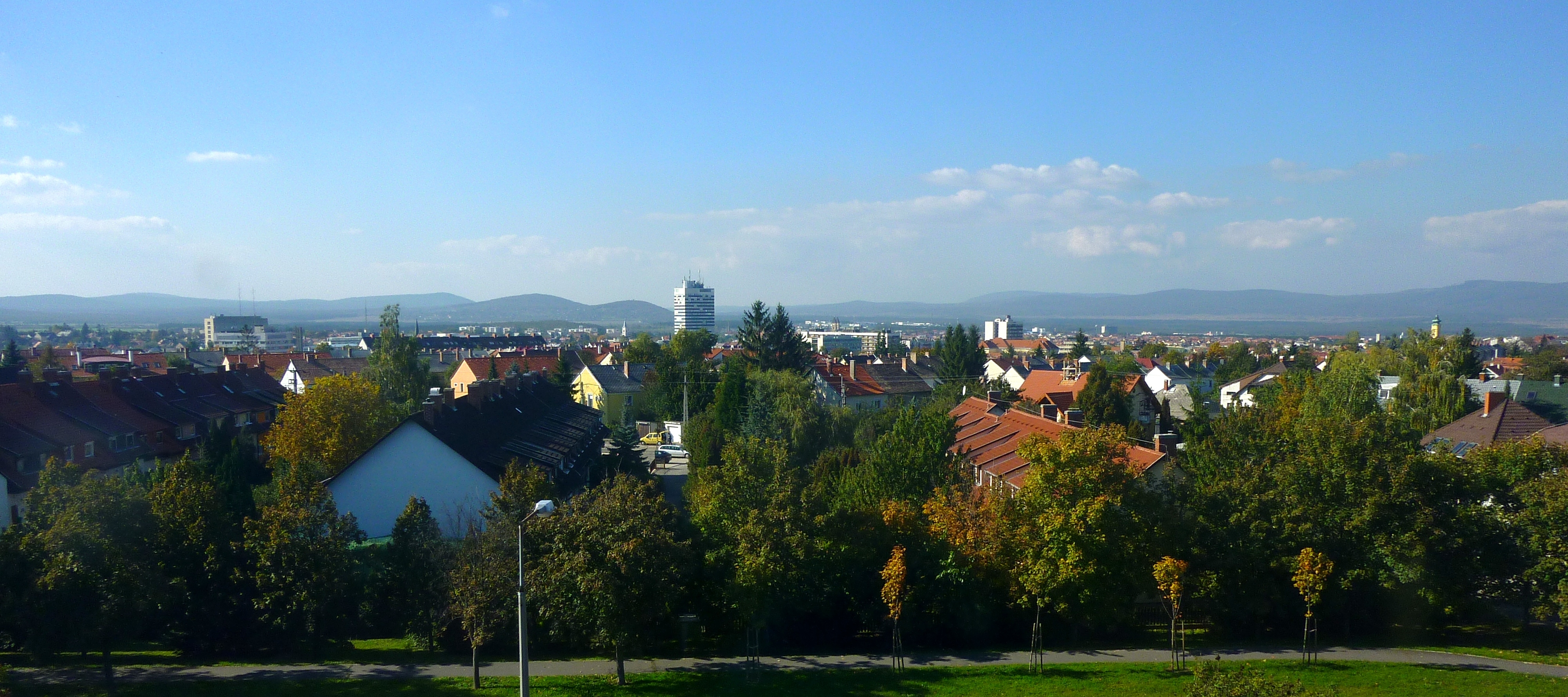
A Belváros panorámaképe délkeletről (Foto: KT.)

### Veszprém város díszpolgárai[37]
- 1991   Hungler József
- 1991   Szoboszlay Sándor
- 1991   Kasza László
- 1991   Polinszky Károly
- 1991   Brusznyai Árpád
- 1996   Kiss Balázs
- 2002   Hegyeshalmi László
- 2002   Kollár Kálmán
- 2002   Hajnal Csaba
- 2002   Zámbó István
- 2002   Dr. Habsburg Ottó
- 2007   Dr. Horváth Balázs
- 2009   Gutheil Jenő
- 2011   Dr. Markó László
- 2018   Dr. Márfi Gyula
- 2021   Dr. Papp Sándor

## Testvérvárosok
Veszprém jelenlegi testvérvárosai:
- Nyitra, Szlovákia
- Bottrop, Németország
- Gladsaxe, Dánia
- Ottignies-Louvain-la-Neuve, Belgium
- Passau, Németország
- Rovaniemi, Finnország
- Sepsiszentgyörgy, Románia
- Tartu, Észtország
- Tirat-Carmel, Izrael
- Žamberk, Csehország
- Senftenberg, Németország, 1996
- Torontálvásárhely, Szerbia
- Płock, Lengyelország

Városok, amelyekkel korábban volt testvérvárosi kapcsolat, de ez mára megszűnt:
- Halle, Németország
- Haszkovo, Bulgária

Žamberk, Senftenberg, Nyitra és Torontálvásárhely kivételével valamennyi jelenlegi és volt testvérvárosról utca van elnevezve Veszprémben.

## Galéria

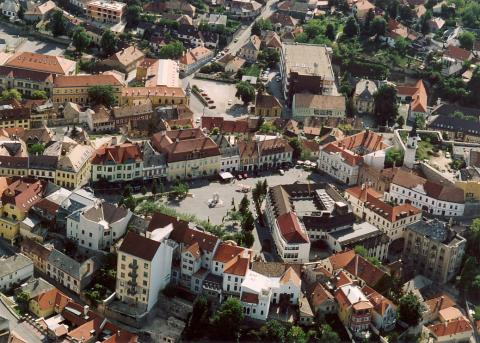
Veszprém légi fotója
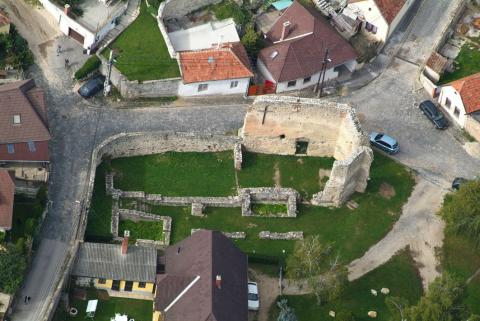
A Margit-romok
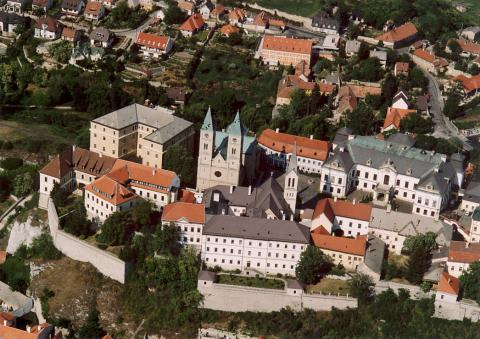
Veszprém vára
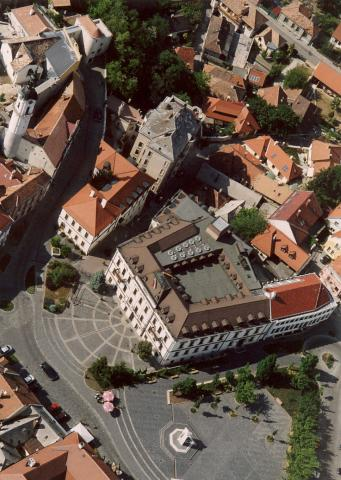
A városháza előtt
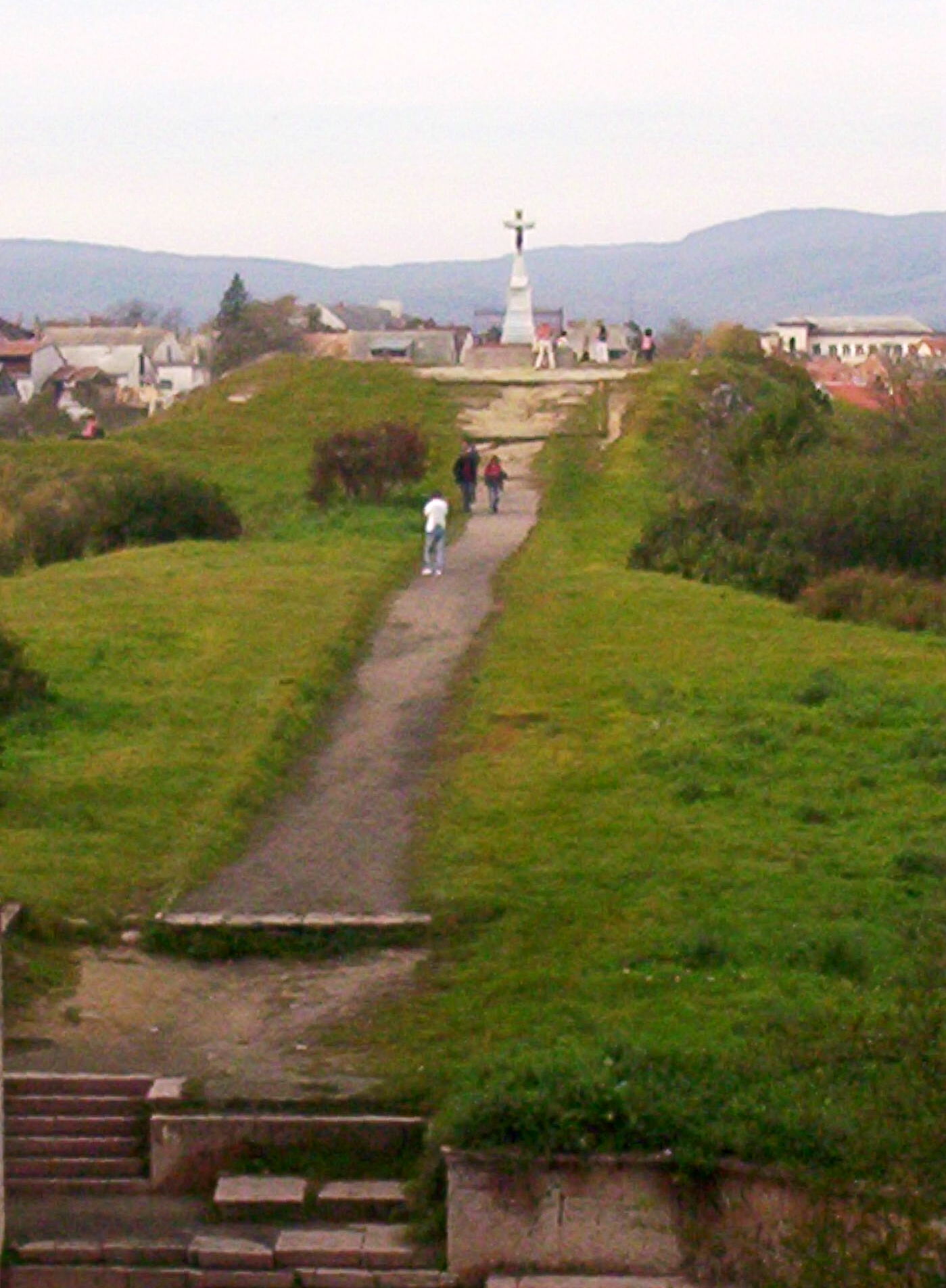
A káptalani kereszt
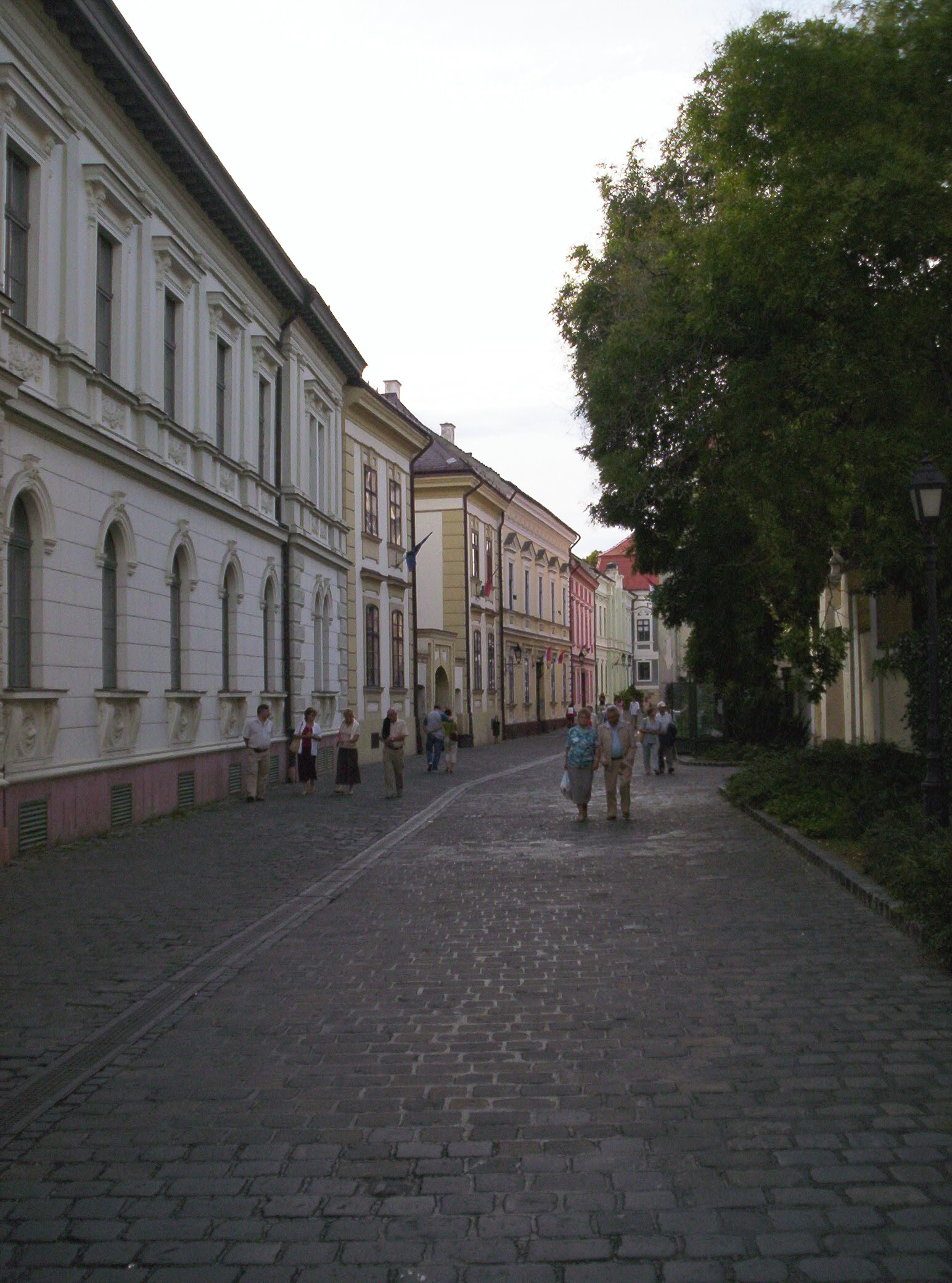
Vár utca
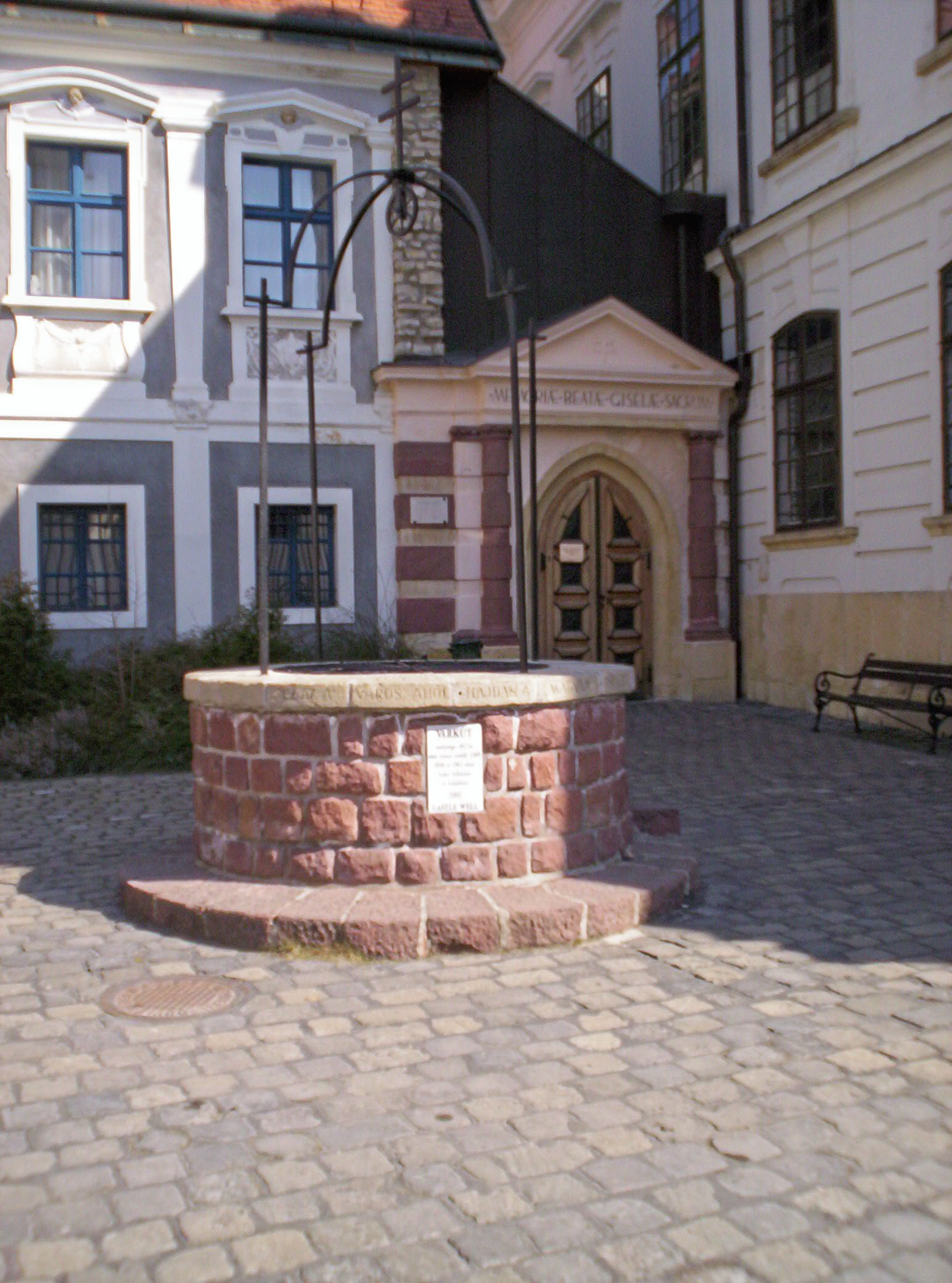
A várkút
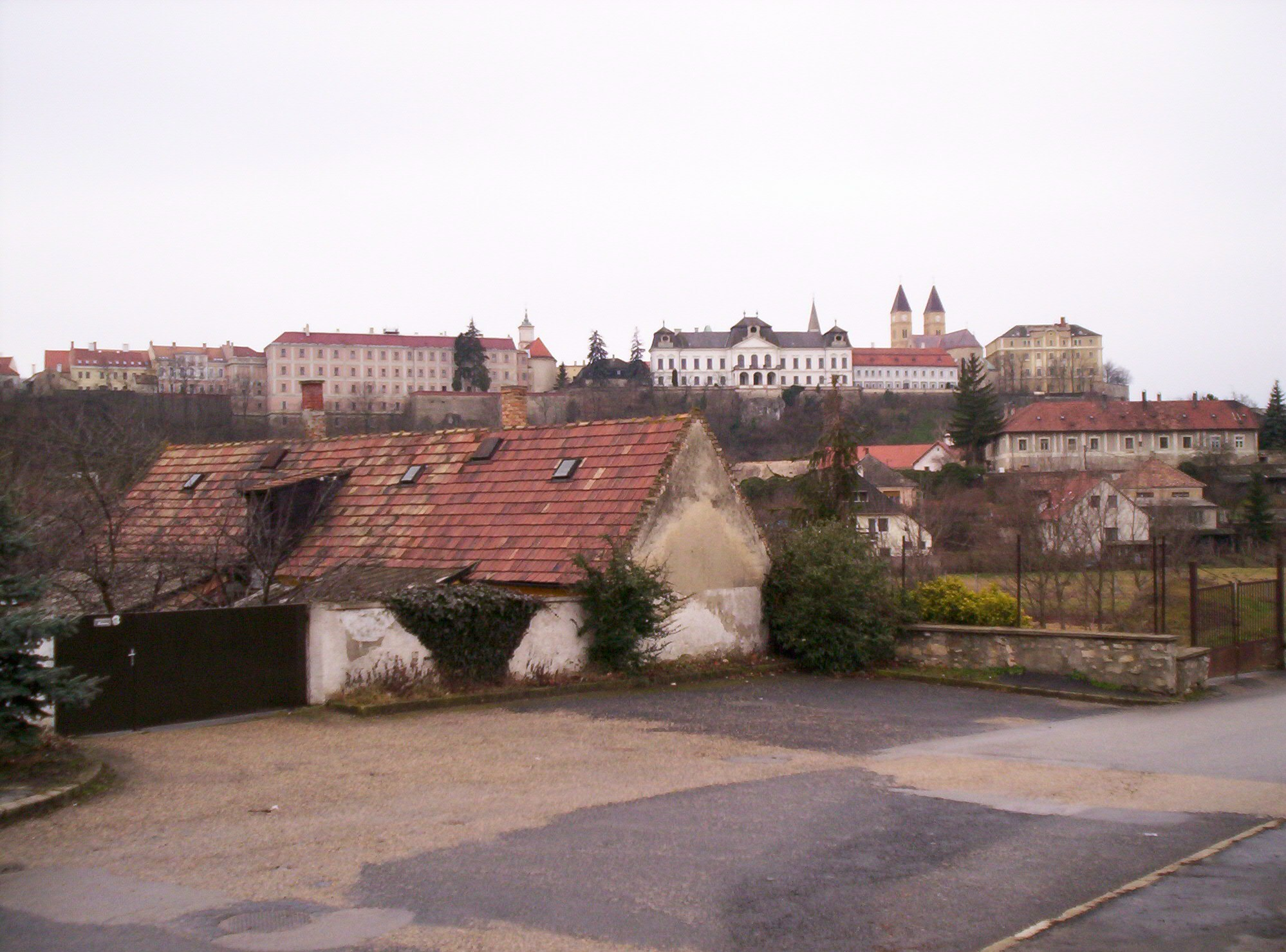
Vár a Buhim-völgyből
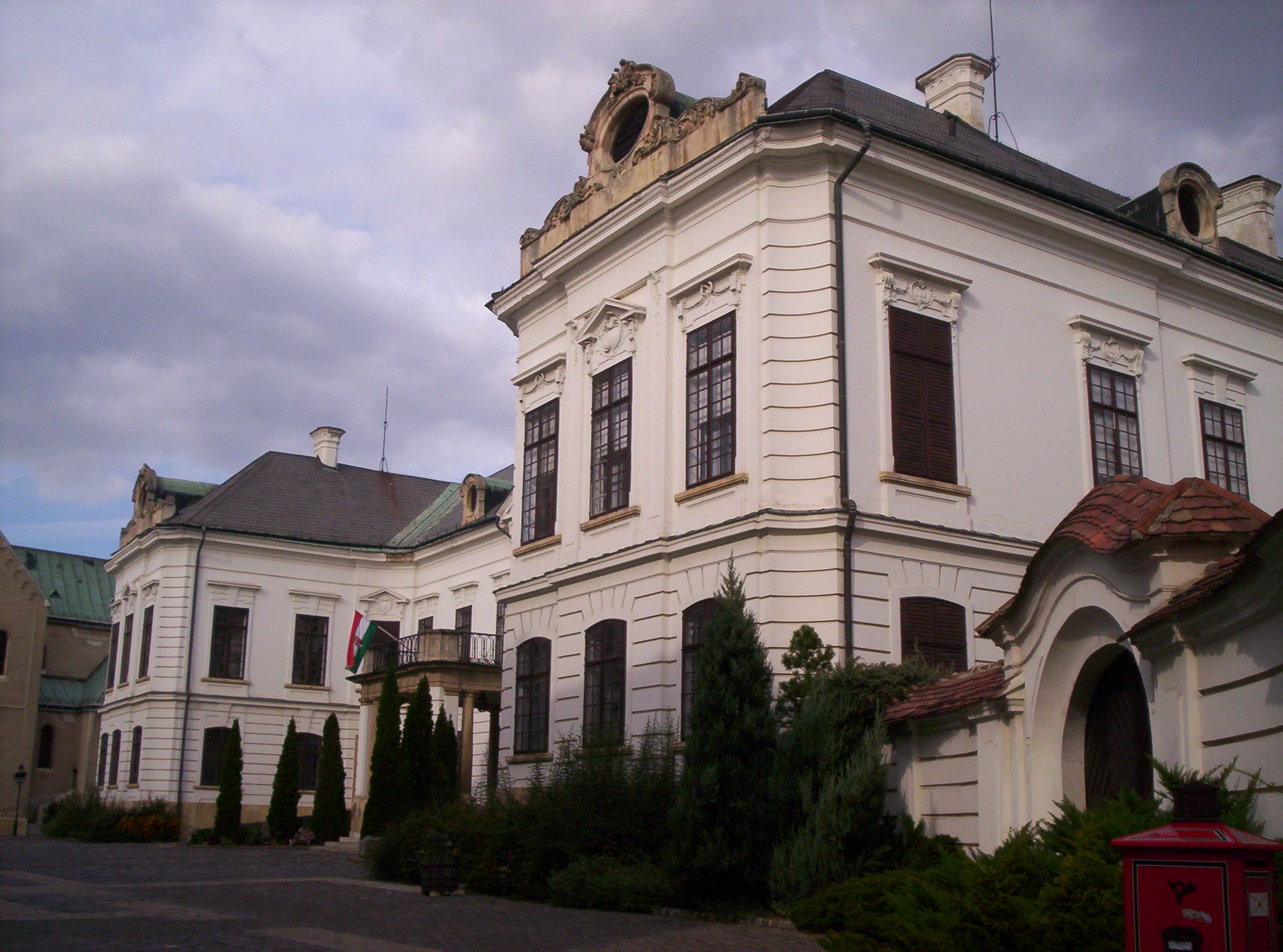
Az Érseki palota
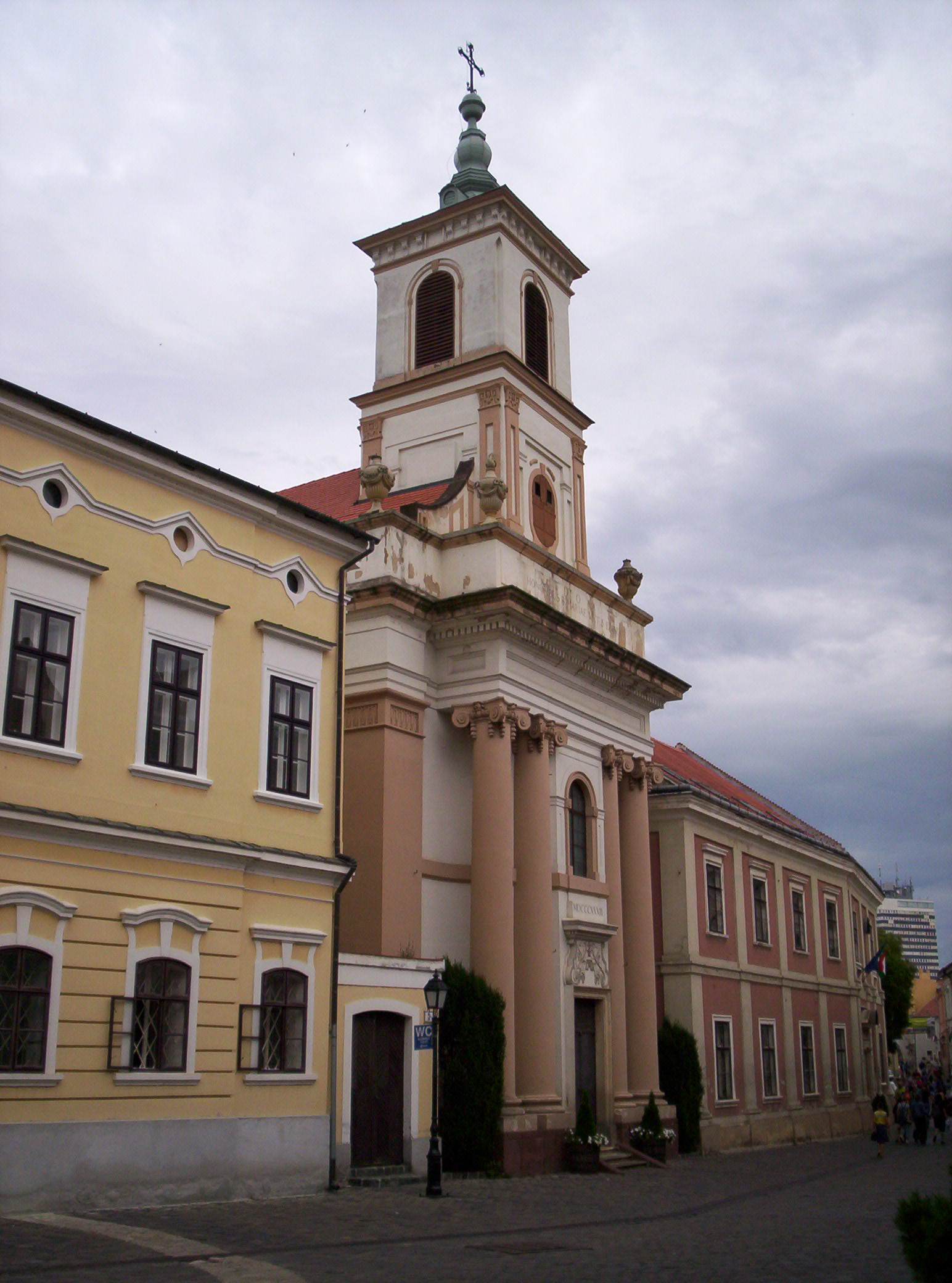
A Szent Imre templom
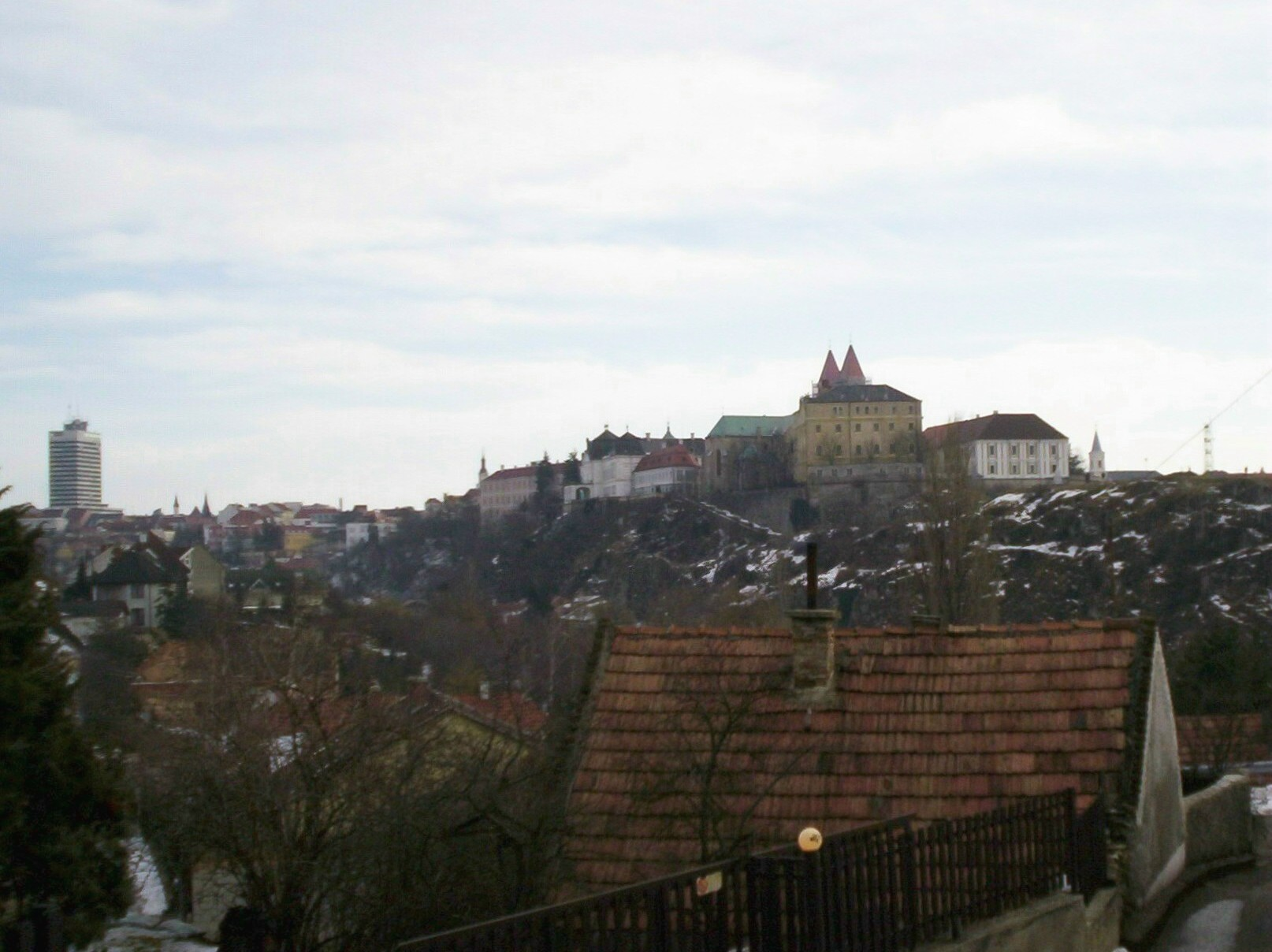
A Vár-hegy oldalról
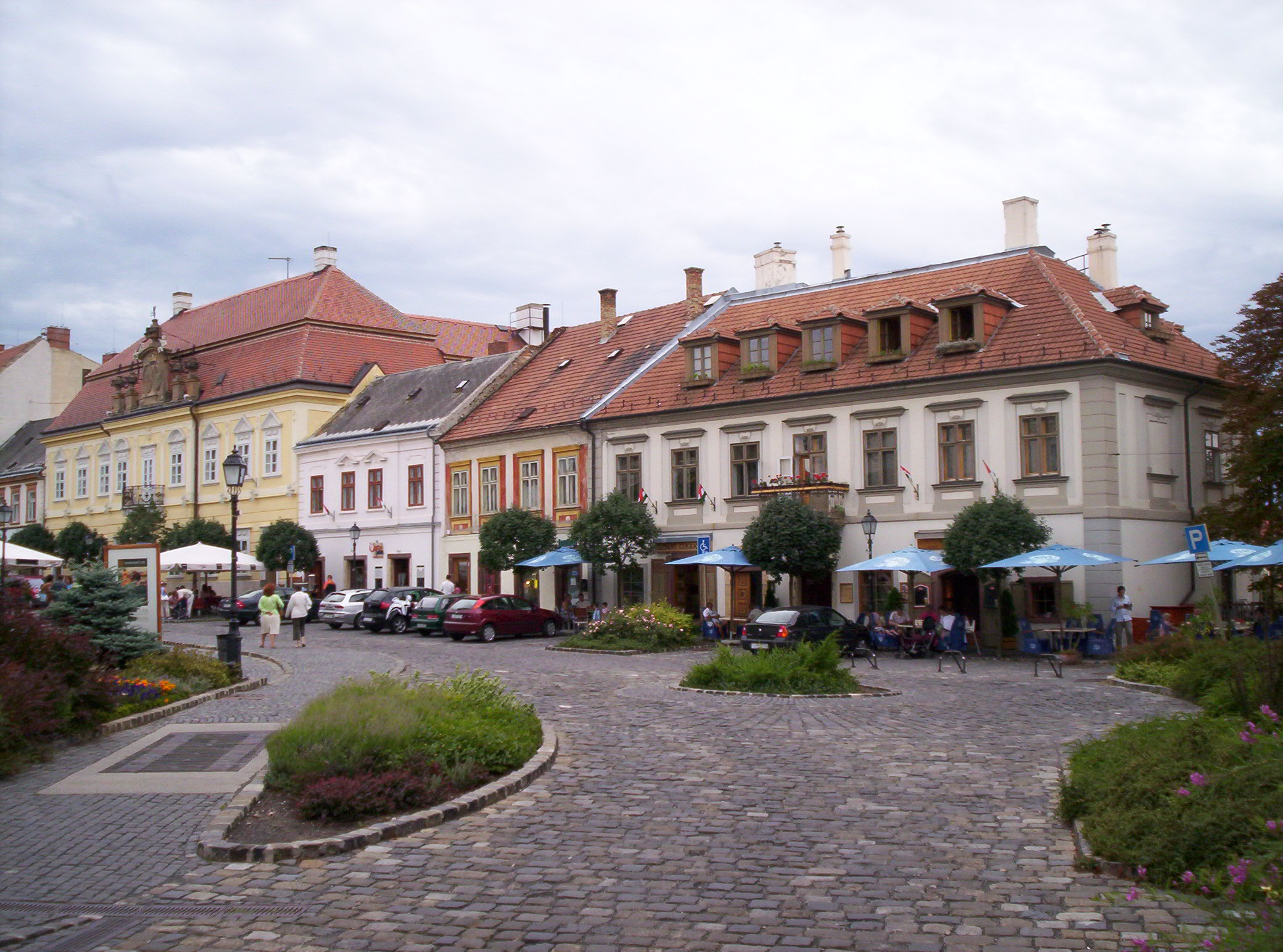
Az Óváros tér
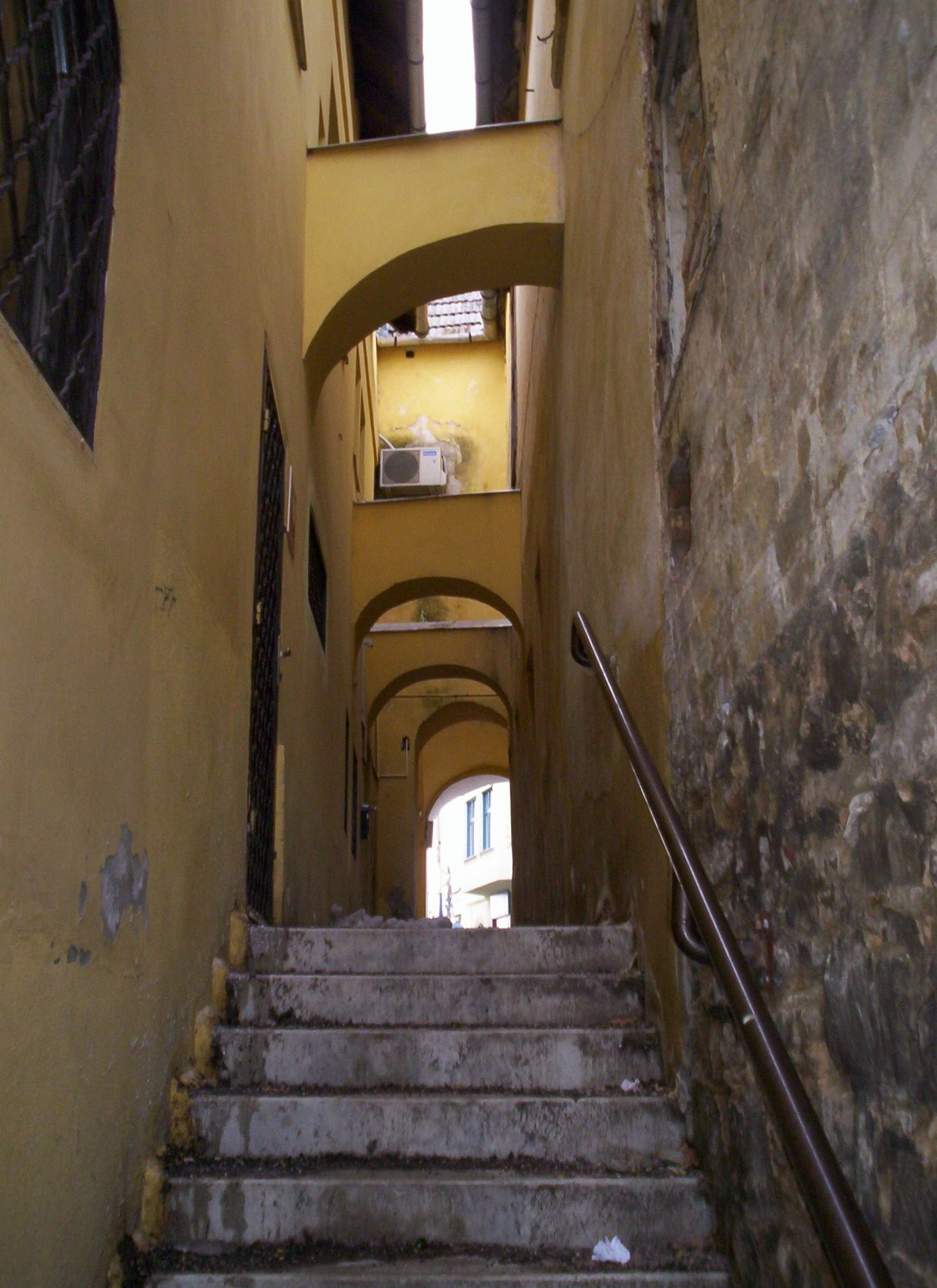
Lépcső a belvárosban
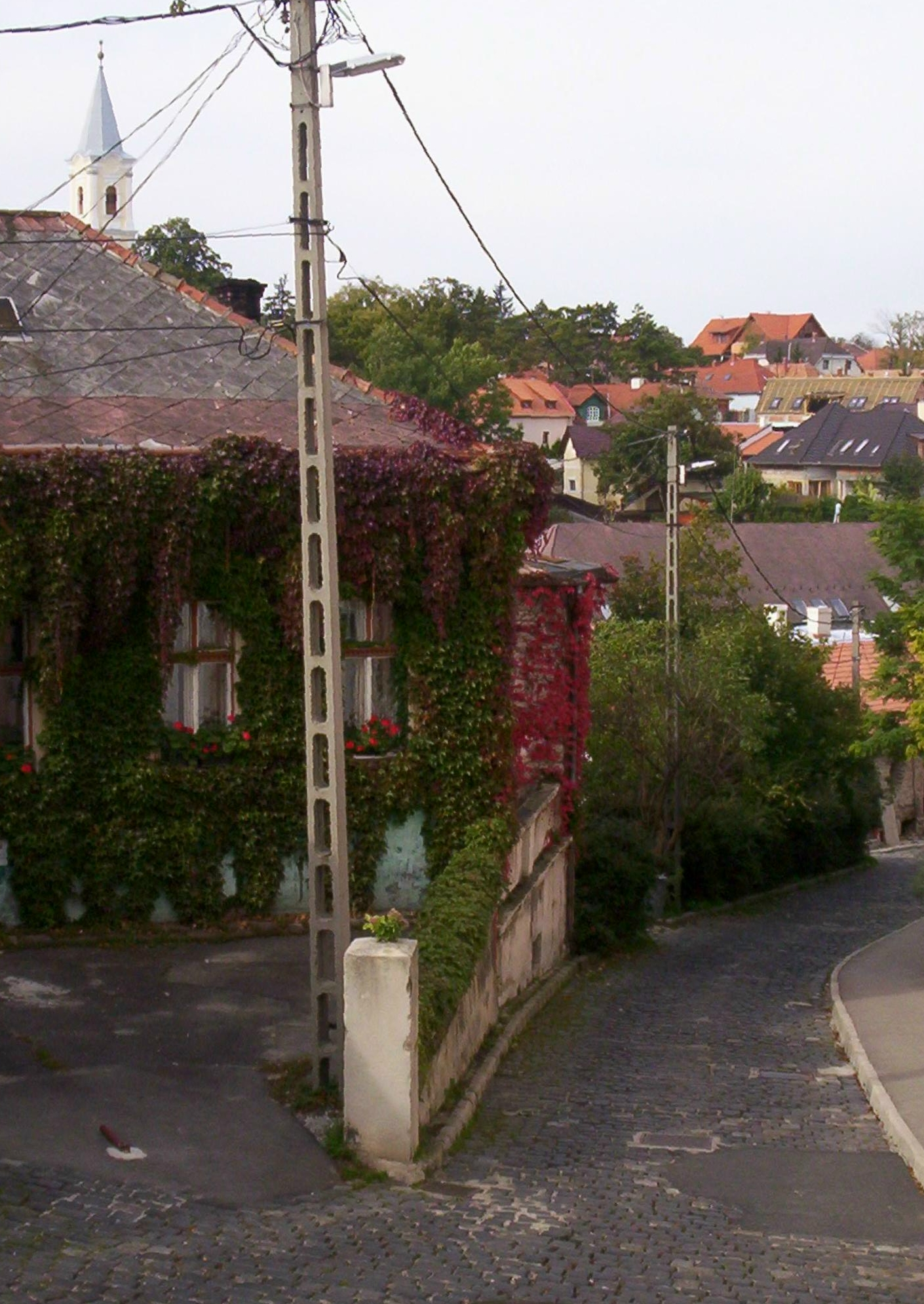
A Sziklay János utca
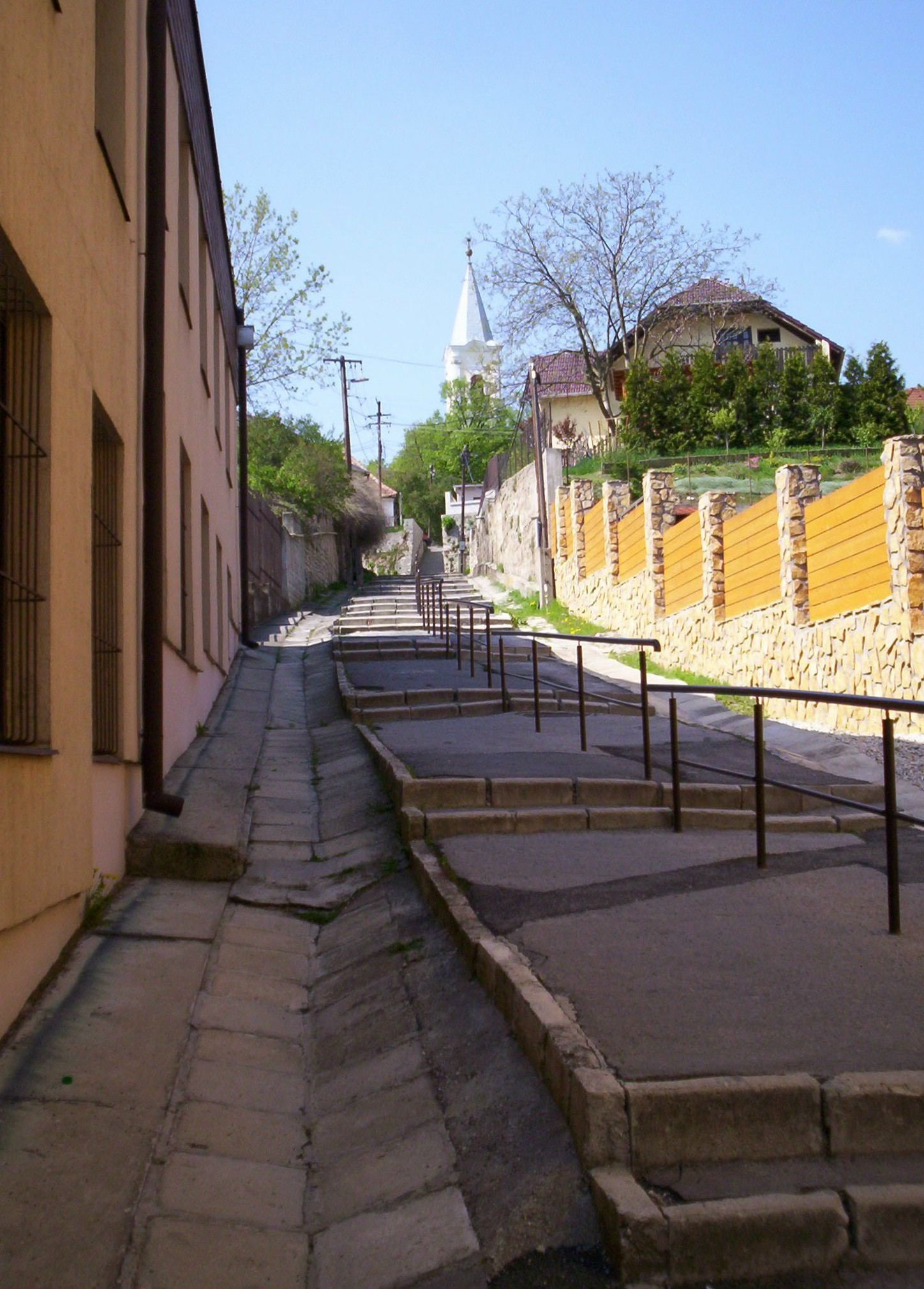
Lépcső a Jeruzsálemhegyre
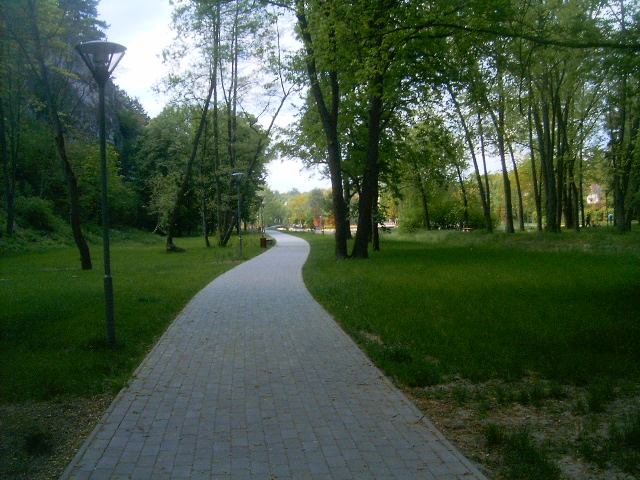
A Veszprémvölgy
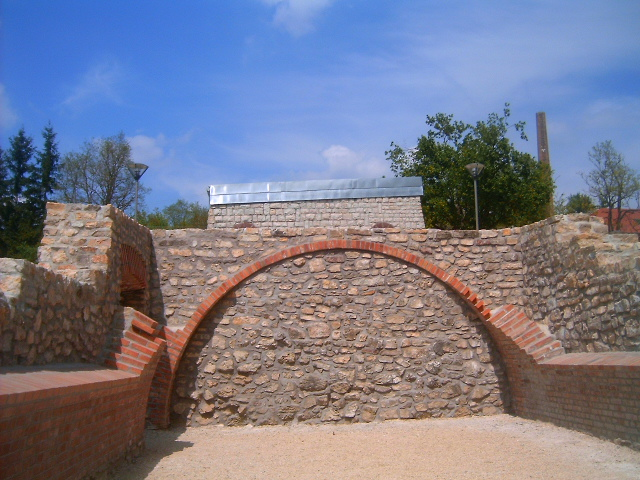
A veszprémvölgyi apácakolostorrom
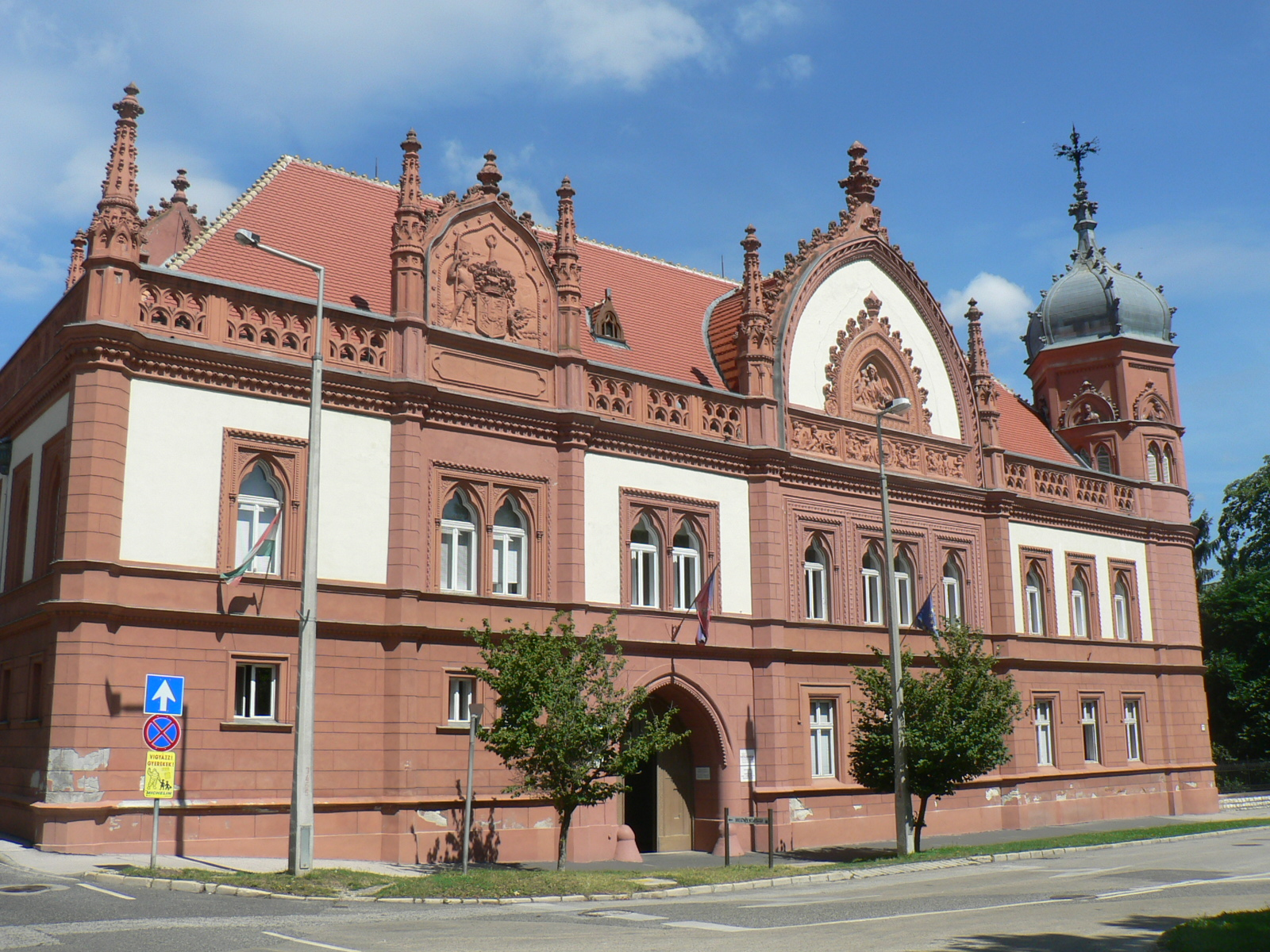
Az Eötvös Károly Könyvtár főhomlokzata
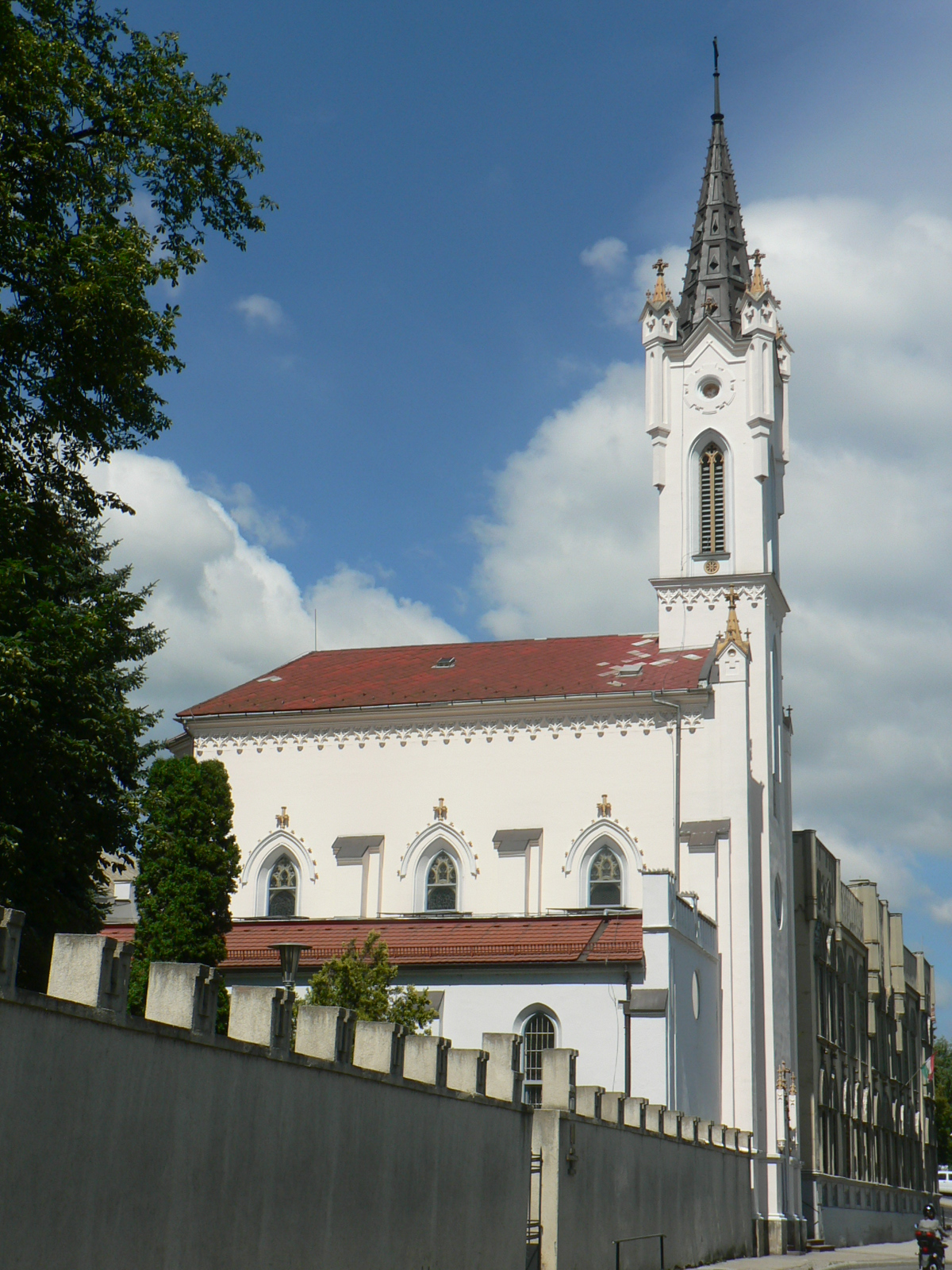
A Regina Mundi-templom az Iskola utca felől
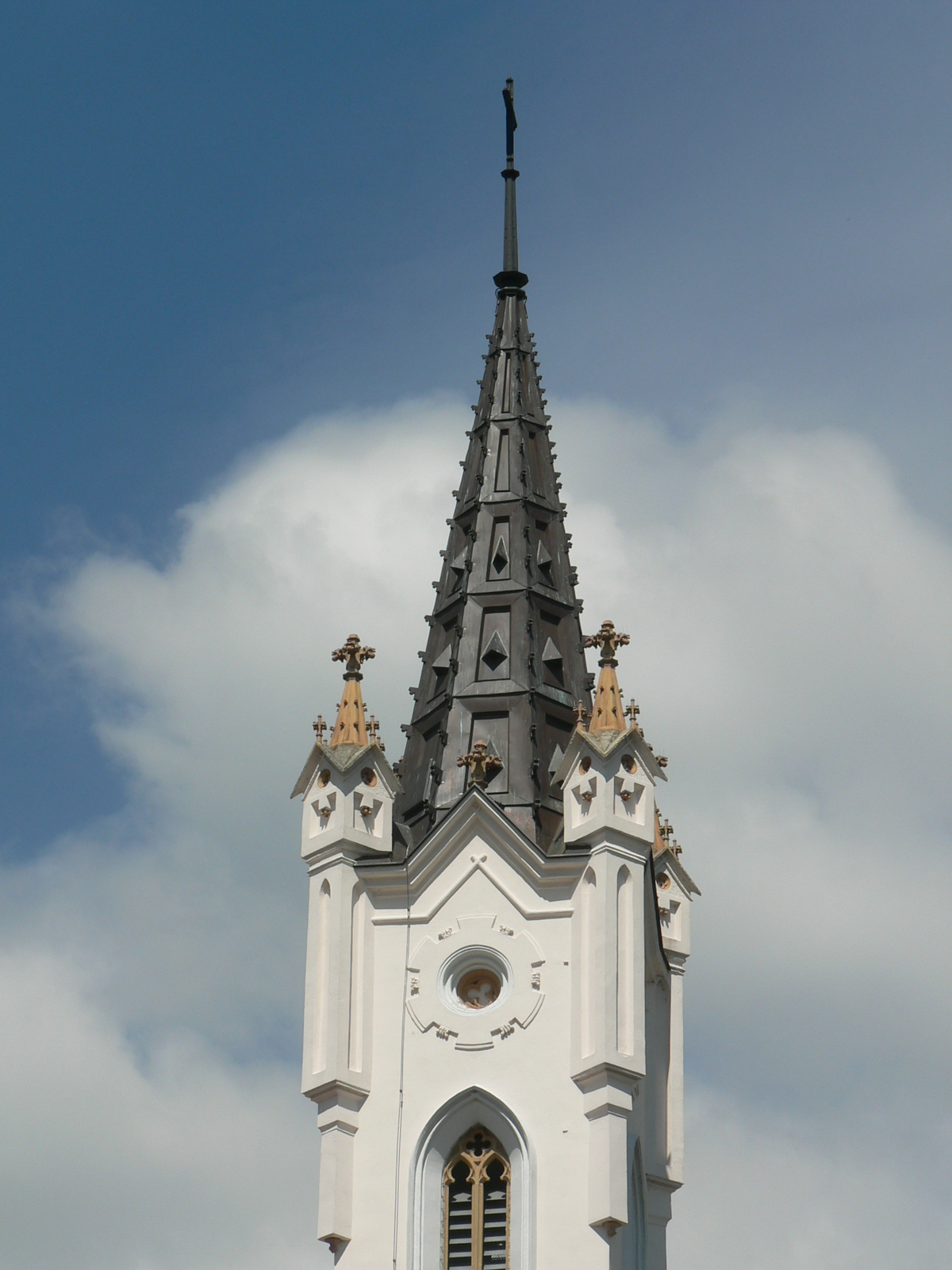
A Regina Mundi-templom tornya
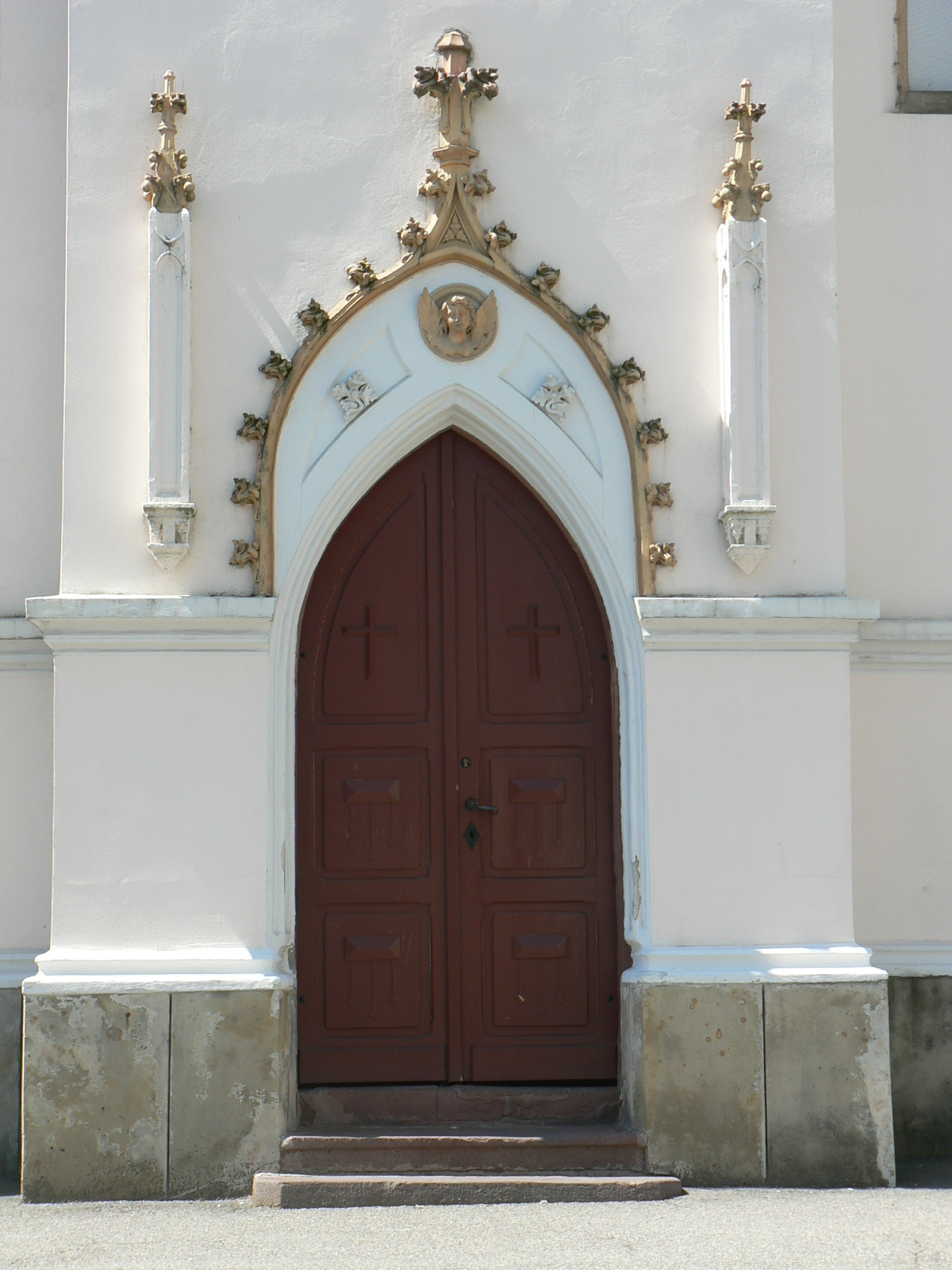
A Regina Mundi-templom bejárata
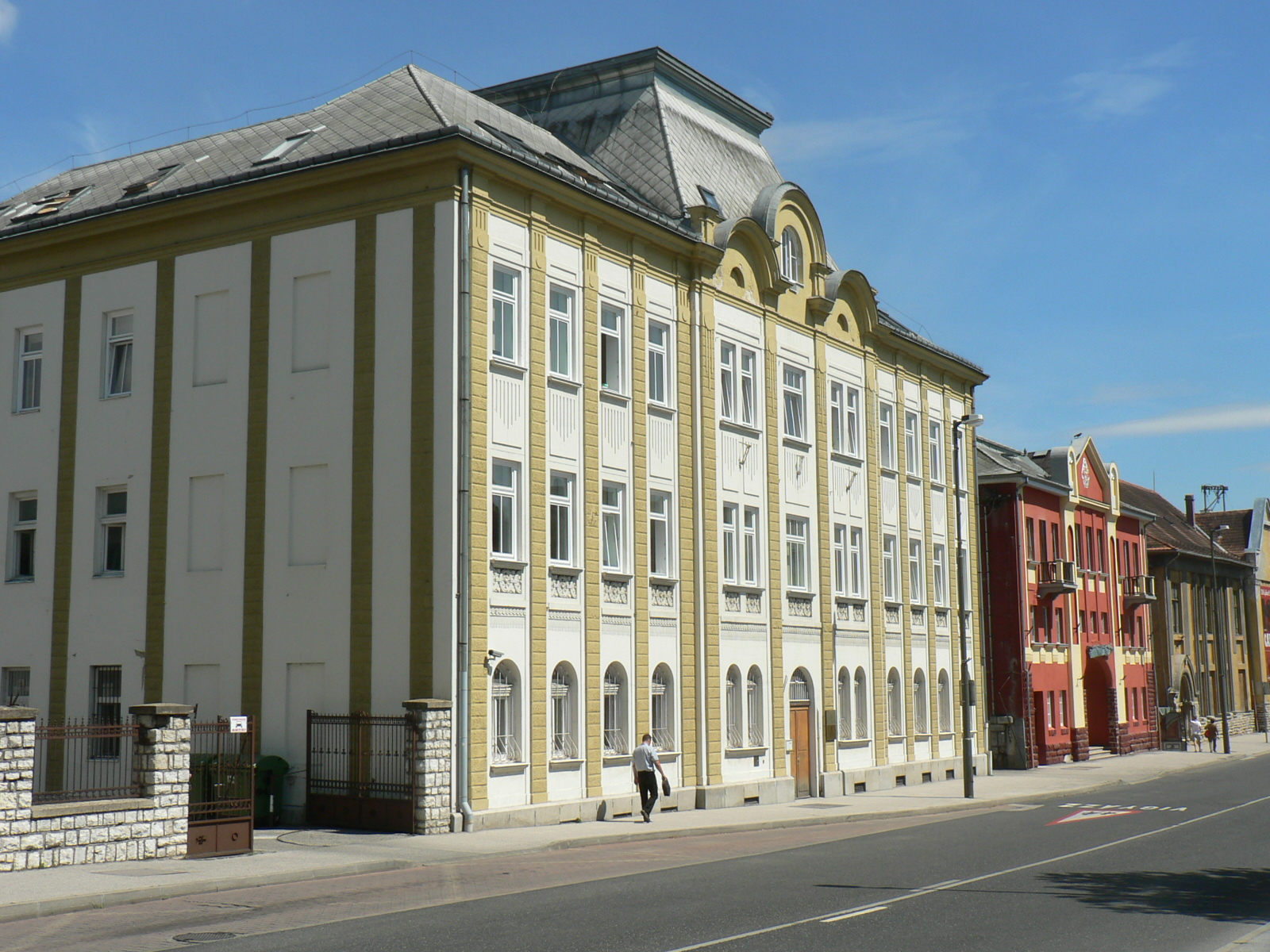
Az Óvári Ferenc út látképe
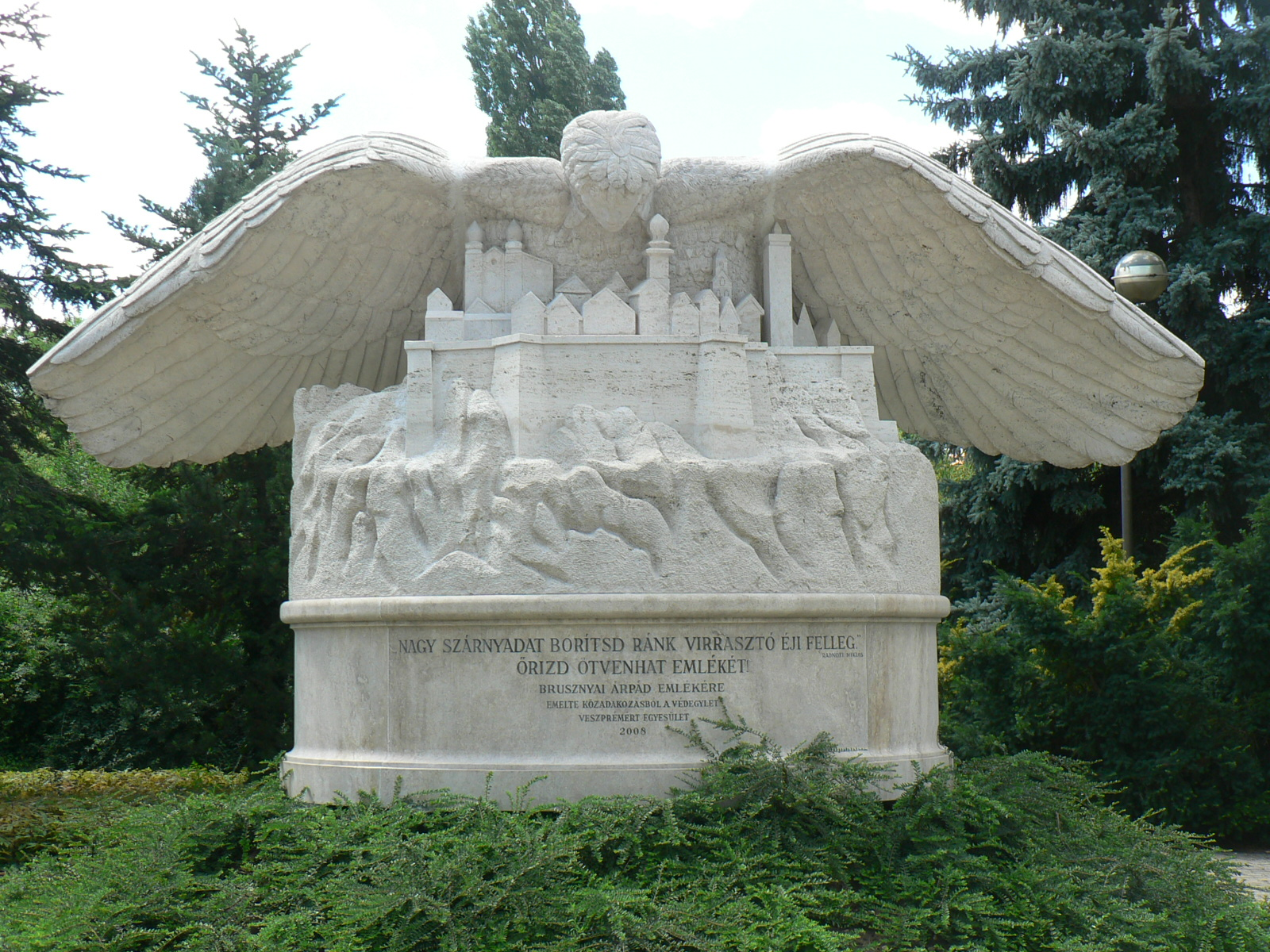
Brusznyai Árpád-emlékmű a Színházkertben
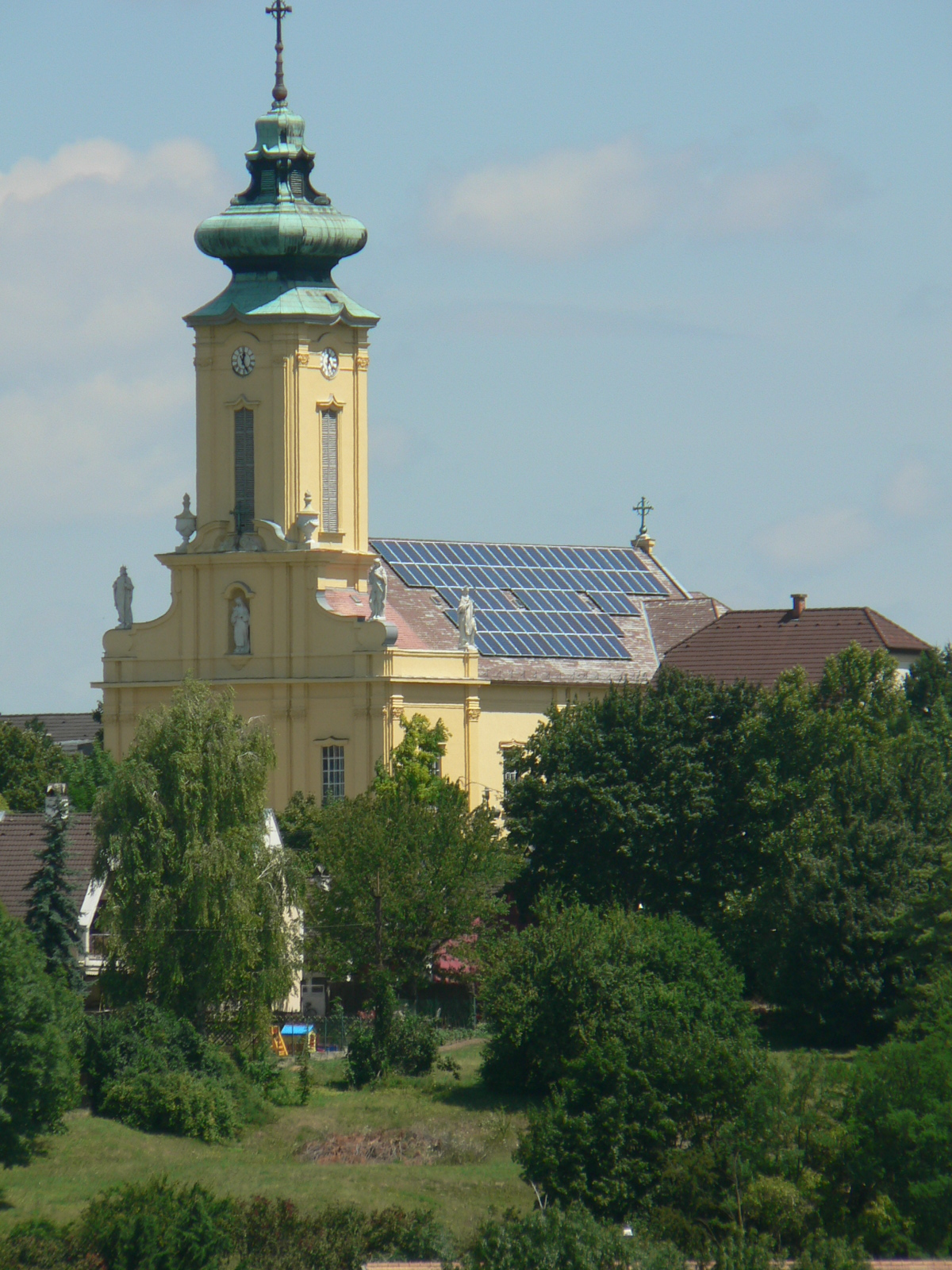
Az Árpád-házi Szent Margit templom a várkapu felől nézve

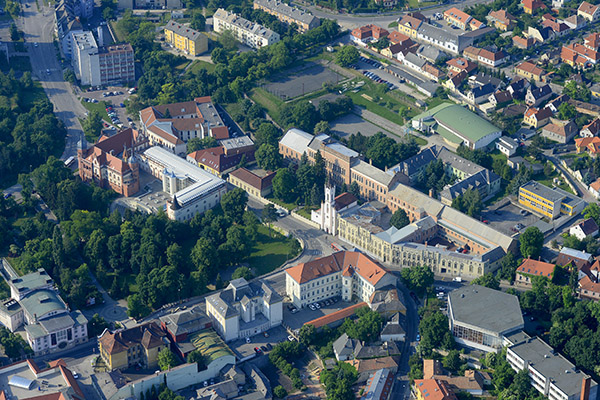
Veszprém belvárosa légi felvételen
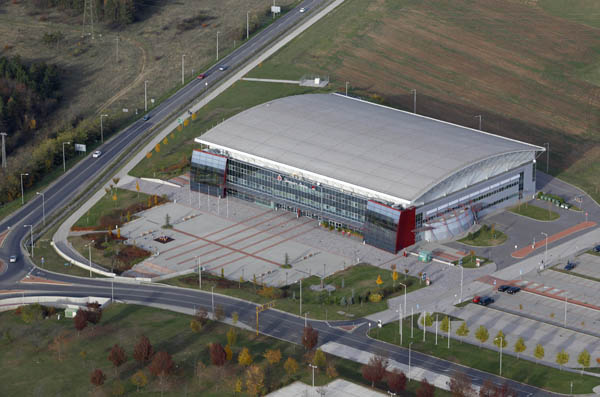
Veszprém Aréna Sport- és rendezvénycsarnok
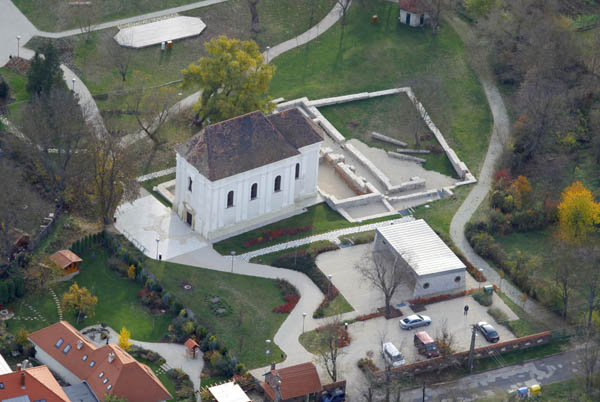
Veszprémvölgyi jezsuita apácakolostor
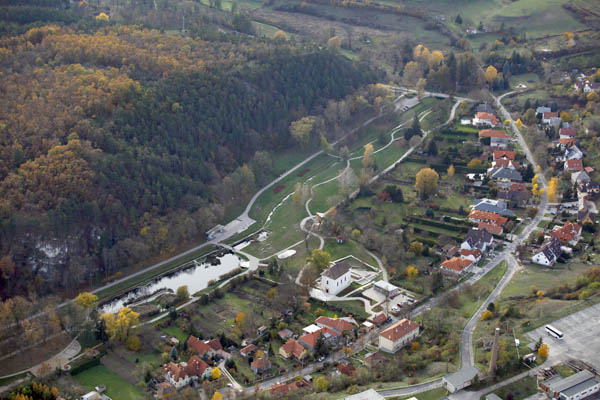
Séd völgye Veszprémben légi fotón

## Veszprém a szépirodalomban
- Veszprém a helyszíne Örkény István Páratlan rendőrbravúr című egyperces novellájának.
- Dr. Sziklay János: Veszprém Város az irodalomban és művészetben. Kiadja: Dr. Óvári Ferenc felsőházi tag, Veszprém Megyei Város Díszpolgára. Veszprém, 1932
- 100 szóban Veszprém – Történetek Veszprémről (78 mininovella Veszprémről egyedi illusztrációkkal, magyar és angol nyelven. Kiadja: StúDió Veszprém Podcast, Chianti 3D Kft., Szerk.: dr. Dióssy László-Wéber László – Veszprém, 2022)

## Irodalom

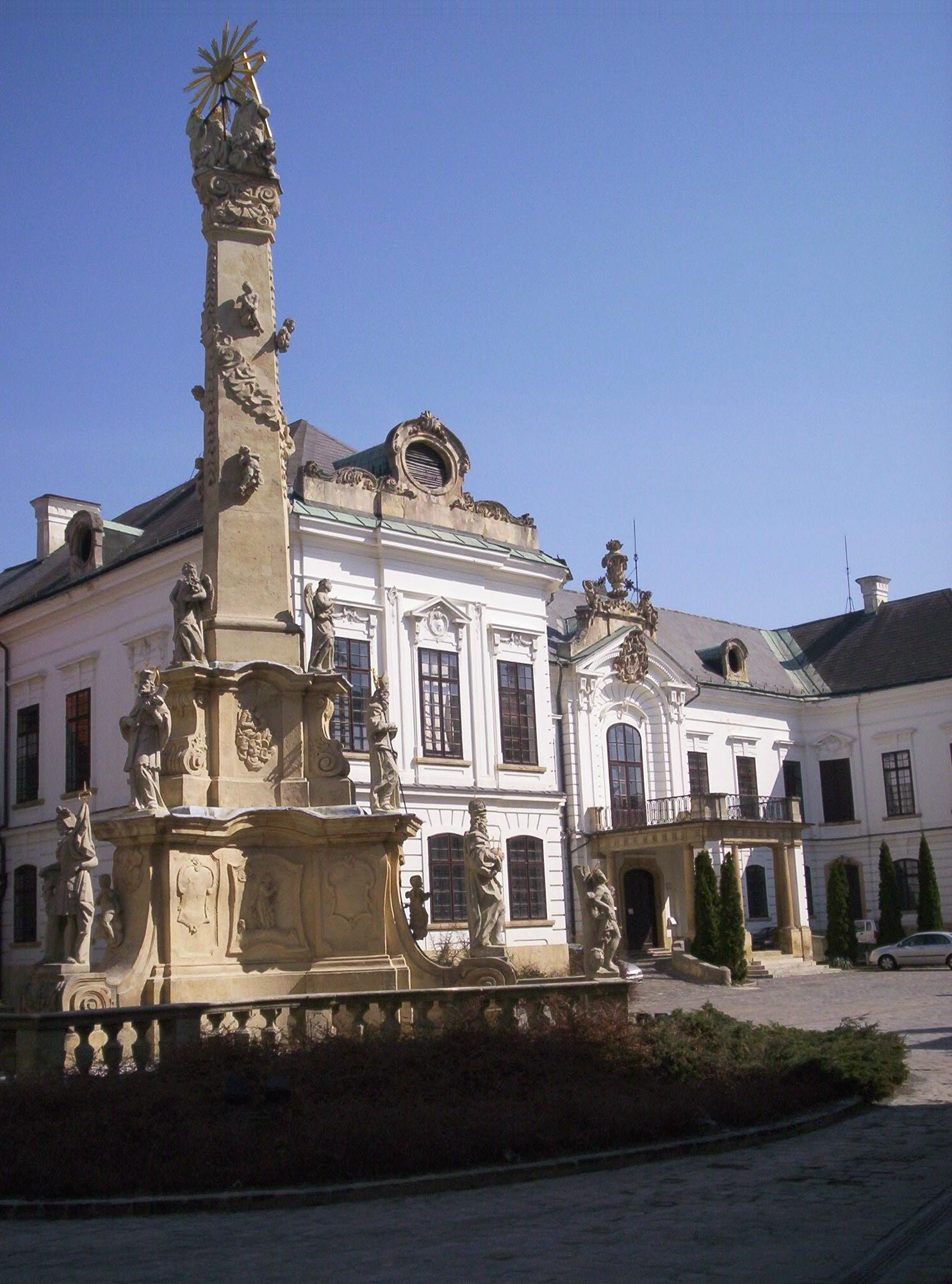
A Szentháromság-oszlop az Érseki palotával

### Településismereti alap-irodalom
- Molnár Jánosné: Mesélő házak. Veszprém Megyei Honismereti Egyesület, Veszprém, 2019 ISBN 978-615-80632-2-7 Szerk.: Márkusné Vörös Hajnalka
- Korompay György: Veszprém. Műszaki Kiadó (több kiadásban, Városképek-Műemlékek sorozat), Budapest, 1957. ETO 908_439
- Regenye Judit: Ősrégészet Veszprémben (Őskori település a város alatt) VM MÚzeumok Igazgatósága, 2006 ISBN 963 7208 89 5
- Gutheil Jenő: A középkori Veszprém vármegye. Levéltár Kiadványai 1. Veszprém, 1979
- Dr. Lukcsics P.–Dr. Pfeifer J.: A veszprémi püspöki vár a katolikus restauráció korában. Egyházmegyei Könyvnyomda, 1933 (Reprint, 1997 ISBN 963-04-9513-9)
- Hungler József A török kori Veszprém. VM. Levéltár Kiadványai 4. Veszprém, 1986 ISBN 963-01-7246-1
- Balassa László–Kralovánszky Alán: Veszprém. (többszöri kiadás) Panoráma Kiadó (Medicina), 2006 ISBN 963-243-923-6
- Kiss Tamás: Változások és aktualitások Veszprém városépítészetében – Területfejlesztés 1986/2. 91–109.o. VÁTI szakfolyóirata, táskaszám: 86 127.
- Kiss Tamás: Az elmúlt negyven év városépítési gyakorlata (Veszprémi MUT-konferencia: a főépítész bevezető előadása) Városépítés 1986/6. 14–18. o. HU ISSN 0505-0294
- Kiss Tamás: Komplex rekonstrukció a veszprémi Várnegyed megmentésére – MTA-VEAB, 1986 – KT_ARCHÍV_VeML
- Kiss Tamás: Az urbanizáció (városodás, városiasodás) jellegzetességei Veszprém megyében – Veszprém Megye Kézikönyve fejezeteként  helytelen ISBN kód: 963-9089-001-0
- Márkusné Vörös Hajnalka: Cserhát – Veszprémi Kaleidoszkóp könyvsorozat 1. – Veszprém, 2013 és 2019. ISBN 978-963-7229-34-3, ISSN 2064-2830
- Márkusné Vörös Hajnalka: Vásárállás – Veszprémi Kaleidoszkóp könyvsorozat 2. – Veszprém, 2015. ISBN 978-963-7229-41-1, ISSN 2064-2830
- Márkusné Vörös Hajnalka: Püspökkert – Veszprémi Kaleidoszkóp könyvsorozat 3. – Veszprém, 2015. ISBN 978-963-7229-42-8, ISSN 2064-2830
- Márkusné Vörös Hajnalka: Jeruzsálemhegy – Veszprémi Kaleidoszkóp könyvsorozat 4. – Veszprém, 2018. ISBN 978-963-7229-51-0, ISSN 2064-2830

### További főbb településismereti irodalom
- Kiss Tamás: Veszprém Nyugati Séd völgy – Vadaspark. Tájak-Korok-Múzeumok sorozat 324. kötete. Veszprém 1988.
- Kiss Tamás (szerk.): A veszprémi völgyhíd ötvenéves. Az építési és történeti kutatások eredményei. Kiadó: Veszprémi Városi Tanács, 1988, Veszprém. ISBN 963-7199-16-0.
- Kiss Tamás: Veszprém Megyeház-Színház-Múzeum. Tájak-Korok-Múzeumok sorozat 369. kötete. Veszprém 1990. ISBN 963-555-680-2
- Lakó István: Veszprém város ipari fejlődése a felszabadulásig. Veszprém V. Tanács JÓTANÁCS c. közlönye. Veszprém, 1983/2. p. 36-38.
- Dr. Csiszár Miklósné (szerk.): Múltidéző. Kiadó: Eötvös Károly Megyei Könyvtár, 1999, Veszprém. ISBN 963-7199-691.
- Dr. Csiszár Miklósné (szerk.): Pillanatképek a 19. századi Veszprémből. Kiadó: Eötvös Károly Megyei Könyvtár, 2005, Veszprém. ISBN 963-9510-05-X.
- Dr. Sziklay János: Veszprém Város az irodalomban és művészetben. Kiadja: Dr. Óvári Ferenc felsőházi tag, Veszprém Megyei Város Díszpolgára. Veszprém, 1932.
- Szelényi Károly: Veszprém. Magyar Képek Kiadó, 2000, Veszprém–Budapest. ISBN 963-8210-75-3.
- Kiss Tamás: Rekviem a Belvárosért (Riportbeszélgetés a veszprémi városközpont rekonstrukciójáról) A 2013. május 8-án tartott lakossági/közéleti fórum anyaga> ill. internet-blog)

## Forrás
- ↑ Kiss Lajos: Kiss, Lajos. Földrajzi nevek etimológiai szótára. Budapest: Akadémiai (1980). ISBN 963 05 2277 2